# Oběť (šachy)
V šachu je oběť takový tah, ve kterém se jedna strana vzdá některé své figury, druhá strana si na určitou dobu ponechá materiální výhodu a první strana doufá v kompenzaci za ni. Pokud je oběť provedena v zahájení, nazývá se gambit. Nejčastější je oběť pěšce, obětována však může být jakákoliv šachová figura vyjma krále.
Někteří autoři rozdělují oběti na „pravé“ a „falešné“ (nebo pseudo-oběti). U falešných obětí je relativně rychle jasná korektnost oběti, jelikož ústí do jedné z následujících eventualit:
- do matu
- k zisku materiálu
- k výraznému zjednodušení pozice (v případě výrazné materiální převahy jednoho z hráčů)
- do situaci, kdy oběť remizuje v beznadějné pozici

Oproti tomu u „pravých“ obětí je oběť jeden krok na cestě k dlouhodobějšímu cíli, příkladem může být
- oběť za útok na krále
- oběť za rychlejší a lepší vývin (například gambity)
- poziční oběť, kde za obětovaný materiál hráč získá důležitý strategický prvek (aktivita figur, volný sloupec, pěšcová struktura, opěrný bod)

## Příklady

### Útok na krále
|   | a | b | c | d | e | f | g | h |   |
| 8 | a8 černý věž · c8 černý střelec · d8 černý dáma · e8 černý král · h8 černý věž · a7 černý pěšec · b7 černý pěšec · c7 černý pěšec · d7 černý jezdec · e7 černý střelec · f7 bílý střelec · g7 černý pěšec · h7 černý pěšec · d6 černý pěšec · f6 černý jezdec · e5 černý pěšec · e4 bílý pěšec · c3 bílý jezdec · f3 bílý jezdec · a2 bílý pěšec · b2 bílý pěšec · c2 bílý pěšec · d2 bílý pěšec · f2 bílý pěšec · g2 bílý pěšec · h2 bílý pěšec · a1 bílý věž · c1 bílý střelec · d1 bílý dáma · f1 bílý věž · g1 bílý král | a8 černý věž · c8 černý střelec · d8 černý dáma · e8 černý král · h8 černý věž · a7 černý pěšec · b7 černý pěšec · c7 černý pěšec · d7 černý jezdec · e7 černý střelec · f7 bílý střelec · g7 černý pěšec · h7 černý pěšec · d6 černý pěšec · f6 černý jezdec · e5 černý pěšec · e4 bílý pěšec · c3 bílý jezdec · f3 bílý jezdec · a2 bílý pěšec · b2 bílý pěšec · c2 bílý pěšec · d2 bílý pěšec · f2 bílý pěšec · g2 bílý pěšec · h2 bílý pěšec · a1 bílý věž · c1 bílý střelec · d1 bílý dáma · f1 bílý věž · g1 bílý král | a8 černý věž · c8 černý střelec · d8 černý dáma · e8 černý král · h8 černý věž · a7 černý pěšec · b7 černý pěšec · c7 černý pěšec · d7 černý jezdec · e7 černý střelec · f7 bílý střelec · g7 černý pěšec · h7 černý pěšec · d6 černý pěšec · f6 černý jezdec · e5 černý pěšec · e4 bílý pěšec · c3 bílý jezdec · f3 bílý jezdec · a2 bílý pěšec · b2 bílý pěšec · c2 bílý pěšec · d2 bílý pěšec · f2 bílý pěšec · g2 bílý pěšec · h2 bílý pěšec · a1 bílý věž · c1 bílý střelec · d1 bílý dáma · f1 bílý věž · g1 bílý král | a8 černý věž · c8 černý střelec · d8 černý dáma · e8 černý král · h8 černý věž · a7 černý pěšec · b7 černý pěšec · c7 černý pěšec · d7 černý jezdec · e7 černý střelec · f7 bílý střelec · g7 černý pěšec · h7 černý pěšec · d6 černý pěšec · f6 černý jezdec · e5 černý pěšec · e4 bílý pěšec · c3 bílý jezdec · f3 bílý jezdec · a2 bílý pěšec · b2 bílý pěšec · c2 bílý pěšec · d2 bílý pěšec · f2 bílý pěšec · g2 bílý pěšec · h2 bílý pěšec · a1 bílý věž · c1 bílý střelec · d1 bílý dáma · f1 bílý věž · g1 bílý král | a8 černý věž · c8 černý střelec · d8 černý dáma · e8 černý král · h8 černý věž · a7 černý pěšec · b7 černý pěšec · c7 černý pěšec · d7 černý jezdec · e7 černý střelec · f7 bílý střelec · g7 černý pěšec · h7 černý pěšec · d6 černý pěšec · f6 černý jezdec · e5 černý pěšec · e4 bílý pěšec · c3 bílý jezdec · f3 bílý jezdec · a2 bílý pěšec · b2 bílý pěšec · c2 bílý pěšec · d2 bílý pěšec · f2 bílý pěšec · g2 bílý pěšec · h2 bílý pěšec · a1 bílý věž · c1 bílý střelec · d1 bílý dáma · f1 bílý věž · g1 bílý král | a8 černý věž · c8 černý střelec · d8 černý dáma · e8 černý král · h8 černý věž · a7 černý pěšec · b7 černý pěšec · c7 černý pěšec · d7 černý jezdec · e7 černý střelec · f7 bílý střelec · g7 černý pěšec · h7 černý pěšec · d6 černý pěšec · f6 černý jezdec · e5 černý pěšec · e4 bílý pěšec · c3 bílý jezdec · f3 bílý jezdec · a2 bílý pěšec · b2 bílý pěšec · c2 bílý pěšec · d2 bílý pěšec · f2 bílý pěšec · g2 bílý pěšec · h2 bílý pěšec · a1 bílý věž · c1 bílý střelec · d1 bílý dáma · f1 bílý věž · g1 bílý král | a8 černý věž · c8 černý střelec · d8 černý dáma · e8 černý král · h8 černý věž · a7 černý pěšec · b7 černý pěšec · c7 černý pěšec · d7 černý jezdec · e7 černý střelec · f7 bílý střelec · g7 černý pěšec · h7 černý pěšec · d6 černý pěšec · f6 černý jezdec · e5 černý pěšec · e4 bílý pěšec · c3 bílý jezdec · f3 bílý jezdec · a2 bílý pěšec · b2 bílý pěšec · c2 bílý pěšec · d2 bílý pěšec · f2 bílý pěšec · g2 bílý pěšec · h2 bílý pěšec · a1 bílý věž · c1 bílý střelec · d1 bílý dáma · f1 bílý věž · g1 bílý král | a8 černý věž · c8 černý střelec · d8 černý dáma · e8 černý král · h8 černý věž · a7 černý pěšec · b7 černý pěšec · c7 černý pěšec · d7 černý jezdec · e7 černý střelec · f7 bílý střelec · g7 černý pěšec · h7 černý pěšec · d6 černý pěšec · f6 černý jezdec · e5 černý pěšec · e4 bílý pěšec · c3 bílý jezdec · f3 bílý jezdec · a2 bílý pěšec · b2 bílý pěšec · c2 bílý pěšec · d2 bílý pěšec · f2 bílý pěšec · g2 bílý pěšec · h2 bílý pěšec · a1 bílý věž · c1 bílý střelec · d1 bílý dáma · f1 bílý věž · g1 bílý král | 8 |
| 7 | a8 černý věž · c8 černý střelec · d8 černý dáma · e8 černý král · h8 černý věž · a7 černý pěšec · b7 černý pěšec · c7 černý pěšec · d7 černý jezdec · e7 černý střelec · f7 bílý střelec · g7 černý pěšec · h7 černý pěšec · d6 černý pěšec · f6 černý jezdec · e5 černý pěšec · e4 bílý pěšec · c3 bílý jezdec · f3 bílý jezdec · a2 bílý pěšec · b2 bílý pěšec · c2 bílý pěšec · d2 bílý pěšec · f2 bílý pěšec · g2 bílý pěšec · h2 bílý pěšec · a1 bílý věž · c1 bílý střelec · d1 bílý dáma · f1 bílý věž · g1 bílý král | a8 černý věž · c8 černý střelec · d8 černý dáma · e8 černý král · h8 černý věž · a7 černý pěšec · b7 černý pěšec · c7 černý pěšec · d7 černý jezdec · e7 černý střelec · f7 bílý střelec · g7 černý pěšec · h7 černý pěšec · d6 černý pěšec · f6 černý jezdec · e5 černý pěšec · e4 bílý pěšec · c3 bílý jezdec · f3 bílý jezdec · a2 bílý pěšec · b2 bílý pěšec · c2 bílý pěšec · d2 bílý pěšec · f2 bílý pěšec · g2 bílý pěšec · h2 bílý pěšec · a1 bílý věž · c1 bílý střelec · d1 bílý dáma · f1 bílý věž · g1 bílý král | a8 černý věž · c8 černý střelec · d8 černý dáma · e8 černý král · h8 černý věž · a7 černý pěšec · b7 černý pěšec · c7 černý pěšec · d7 černý jezdec · e7 černý střelec · f7 bílý střelec · g7 černý pěšec · h7 černý pěšec · d6 černý pěšec · f6 černý jezdec · e5 černý pěšec · e4 bílý pěšec · c3 bílý jezdec · f3 bílý jezdec · a2 bílý pěšec · b2 bílý pěšec · c2 bílý pěšec · d2 bílý pěšec · f2 bílý pěšec · g2 bílý pěšec · h2 bílý pěšec · a1 bílý věž · c1 bílý střelec · d1 bílý dáma · f1 bílý věž · g1 bílý král | a8 černý věž · c8 černý střelec · d8 černý dáma · e8 černý král · h8 černý věž · a7 černý pěšec · b7 černý pěšec · c7 černý pěšec · d7 černý jezdec · e7 černý střelec · f7 bílý střelec · g7 černý pěšec · h7 černý pěšec · d6 černý pěšec · f6 černý jezdec · e5 černý pěšec · e4 bílý pěšec · c3 bílý jezdec · f3 bílý jezdec · a2 bílý pěšec · b2 bílý pěšec · c2 bílý pěšec · d2 bílý pěšec · f2 bílý pěšec · g2 bílý pěšec · h2 bílý pěšec · a1 bílý věž · c1 bílý střelec · d1 bílý dáma · f1 bílý věž · g1 bílý král | a8 černý věž · c8 černý střelec · d8 černý dáma · e8 černý král · h8 černý věž · a7 černý pěšec · b7 černý pěšec · c7 černý pěšec · d7 černý jezdec · e7 černý střelec · f7 bílý střelec · g7 černý pěšec · h7 černý pěšec · d6 černý pěšec · f6 černý jezdec · e5 černý pěšec · e4 bílý pěšec · c3 bílý jezdec · f3 bílý jezdec · a2 bílý pěšec · b2 bílý pěšec · c2 bílý pěšec · d2 bílý pěšec · f2 bílý pěšec · g2 bílý pěšec · h2 bílý pěšec · a1 bílý věž · c1 bílý střelec · d1 bílý dáma · f1 bílý věž · g1 bílý král | a8 černý věž · c8 černý střelec · d8 černý dáma · e8 černý král · h8 černý věž · a7 černý pěšec · b7 černý pěšec · c7 černý pěšec · d7 černý jezdec · e7 černý střelec · f7 bílý střelec · g7 černý pěšec · h7 černý pěšec · d6 černý pěšec · f6 černý jezdec · e5 černý pěšec · e4 bílý pěšec · c3 bílý jezdec · f3 bílý jezdec · a2 bílý pěšec · b2 bílý pěšec · c2 bílý pěšec · d2 bílý pěšec · f2 bílý pěšec · g2 bílý pěšec · h2 bílý pěšec · a1 bílý věž · c1 bílý střelec · d1 bílý dáma · f1 bílý věž · g1 bílý král | a8 černý věž · c8 černý střelec · d8 černý dáma · e8 černý král · h8 černý věž · a7 černý pěšec · b7 černý pěšec · c7 černý pěšec · d7 černý jezdec · e7 černý střelec · f7 bílý střelec · g7 černý pěšec · h7 černý pěšec · d6 černý pěšec · f6 černý jezdec · e5 černý pěšec · e4 bílý pěšec · c3 bílý jezdec · f3 bílý jezdec · a2 bílý pěšec · b2 bílý pěšec · c2 bílý pěšec · d2 bílý pěšec · f2 bílý pěšec · g2 bílý pěšec · h2 bílý pěšec · a1 bílý věž · c1 bílý střelec · d1 bílý dáma · f1 bílý věž · g1 bílý král | a8 černý věž · c8 černý střelec · d8 černý dáma · e8 černý král · h8 černý věž · a7 černý pěšec · b7 černý pěšec · c7 černý pěšec · d7 černý jezdec · e7 černý střelec · f7 bílý střelec · g7 černý pěšec · h7 černý pěšec · d6 černý pěšec · f6 černý jezdec · e5 černý pěšec · e4 bílý pěšec · c3 bílý jezdec · f3 bílý jezdec · a2 bílý pěšec · b2 bílý pěšec · c2 bílý pěšec · d2 bílý pěšec · f2 bílý pěšec · g2 bílý pěšec · h2 bílý pěšec · a1 bílý věž · c1 bílý střelec · d1 bílý dáma · f1 bílý věž · g1 bílý král | 7 |
| 6 | a8 černý věž · c8 černý střelec · d8 černý dáma · e8 černý král · h8 černý věž · a7 černý pěšec · b7 černý pěšec · c7 černý pěšec · d7 černý jezdec · e7 černý střelec · f7 bílý střelec · g7 černý pěšec · h7 černý pěšec · d6 černý pěšec · f6 černý jezdec · e5 černý pěšec · e4 bílý pěšec · c3 bílý jezdec · f3 bílý jezdec · a2 bílý pěšec · b2 bílý pěšec · c2 bílý pěšec · d2 bílý pěšec · f2 bílý pěšec · g2 bílý pěšec · h2 bílý pěšec · a1 bílý věž · c1 bílý střelec · d1 bílý dáma · f1 bílý věž · g1 bílý král | a8 černý věž · c8 černý střelec · d8 černý dáma · e8 černý král · h8 černý věž · a7 černý pěšec · b7 černý pěšec · c7 černý pěšec · d7 černý jezdec · e7 černý střelec · f7 bílý střelec · g7 černý pěšec · h7 černý pěšec · d6 černý pěšec · f6 černý jezdec · e5 černý pěšec · e4 bílý pěšec · c3 bílý jezdec · f3 bílý jezdec · a2 bílý pěšec · b2 bílý pěšec · c2 bílý pěšec · d2 bílý pěšec · f2 bílý pěšec · g2 bílý pěšec · h2 bílý pěšec · a1 bílý věž · c1 bílý střelec · d1 bílý dáma · f1 bílý věž · g1 bílý král | a8 černý věž · c8 černý střelec · d8 černý dáma · e8 černý král · h8 černý věž · a7 černý pěšec · b7 černý pěšec · c7 černý pěšec · d7 černý jezdec · e7 černý střelec · f7 bílý střelec · g7 černý pěšec · h7 černý pěšec · d6 černý pěšec · f6 černý jezdec · e5 černý pěšec · e4 bílý pěšec · c3 bílý jezdec · f3 bílý jezdec · a2 bílý pěšec · b2 bílý pěšec · c2 bílý pěšec · d2 bílý pěšec · f2 bílý pěšec · g2 bílý pěšec · h2 bílý pěšec · a1 bílý věž · c1 bílý střelec · d1 bílý dáma · f1 bílý věž · g1 bílý král | a8 černý věž · c8 černý střelec · d8 černý dáma · e8 černý král · h8 černý věž · a7 černý pěšec · b7 černý pěšec · c7 černý pěšec · d7 černý jezdec · e7 černý střelec · f7 bílý střelec · g7 černý pěšec · h7 černý pěšec · d6 černý pěšec · f6 černý jezdec · e5 černý pěšec · e4 bílý pěšec · c3 bílý jezdec · f3 bílý jezdec · a2 bílý pěšec · b2 bílý pěšec · c2 bílý pěšec · d2 bílý pěšec · f2 bílý pěšec · g2 bílý pěšec · h2 bílý pěšec · a1 bílý věž · c1 bílý střelec · d1 bílý dáma · f1 bílý věž · g1 bílý král | a8 černý věž · c8 černý střelec · d8 černý dáma · e8 černý král · h8 černý věž · a7 černý pěšec · b7 černý pěšec · c7 černý pěšec · d7 černý jezdec · e7 černý střelec · f7 bílý střelec · g7 černý pěšec · h7 černý pěšec · d6 černý pěšec · f6 černý jezdec · e5 černý pěšec · e4 bílý pěšec · c3 bílý jezdec · f3 bílý jezdec · a2 bílý pěšec · b2 bílý pěšec · c2 bílý pěšec · d2 bílý pěšec · f2 bílý pěšec · g2 bílý pěšec · h2 bílý pěšec · a1 bílý věž · c1 bílý střelec · d1 bílý dáma · f1 bílý věž · g1 bílý král | a8 černý věž · c8 černý střelec · d8 černý dáma · e8 černý král · h8 černý věž · a7 černý pěšec · b7 černý pěšec · c7 černý pěšec · d7 černý jezdec · e7 černý střelec · f7 bílý střelec · g7 černý pěšec · h7 černý pěšec · d6 černý pěšec · f6 černý jezdec · e5 černý pěšec · e4 bílý pěšec · c3 bílý jezdec · f3 bílý jezdec · a2 bílý pěšec · b2 bílý pěšec · c2 bílý pěšec · d2 bílý pěšec · f2 bílý pěšec · g2 bílý pěšec · h2 bílý pěšec · a1 bílý věž · c1 bílý střelec · d1 bílý dáma · f1 bílý věž · g1 bílý král | a8 černý věž · c8 černý střelec · d8 černý dáma · e8 černý král · h8 černý věž · a7 černý pěšec · b7 černý pěšec · c7 černý pěšec · d7 černý jezdec · e7 černý střelec · f7 bílý střelec · g7 černý pěšec · h7 černý pěšec · d6 černý pěšec · f6 černý jezdec · e5 černý pěšec · e4 bílý pěšec · c3 bílý jezdec · f3 bílý jezdec · a2 bílý pěšec · b2 bílý pěšec · c2 bílý pěšec · d2 bílý pěšec · f2 bílý pěšec · g2 bílý pěšec · h2 bílý pěšec · a1 bílý věž · c1 bílý střelec · d1 bílý dáma · f1 bílý věž · g1 bílý král | a8 černý věž · c8 černý střelec · d8 černý dáma · e8 černý král · h8 černý věž · a7 černý pěšec · b7 černý pěšec · c7 černý pěšec · d7 černý jezdec · e7 černý střelec · f7 bílý střelec · g7 černý pěšec · h7 černý pěšec · d6 černý pěšec · f6 černý jezdec · e5 černý pěšec · e4 bílý pěšec · c3 bílý jezdec · f3 bílý jezdec · a2 bílý pěšec · b2 bílý pěšec · c2 bílý pěšec · d2 bílý pěšec · f2 bílý pěšec · g2 bílý pěšec · h2 bílý pěšec · a1 bílý věž · c1 bílý střelec · d1 bílý dáma · f1 bílý věž · g1 bílý král | 6 |
| 5 | a8 černý věž · c8 černý střelec · d8 černý dáma · e8 černý král · h8 černý věž · a7 černý pěšec · b7 černý pěšec · c7 černý pěšec · d7 černý jezdec · e7 černý střelec · f7 bílý střelec · g7 černý pěšec · h7 černý pěšec · d6 černý pěšec · f6 černý jezdec · e5 černý pěšec · e4 bílý pěšec · c3 bílý jezdec · f3 bílý jezdec · a2 bílý pěšec · b2 bílý pěšec · c2 bílý pěšec · d2 bílý pěšec · f2 bílý pěšec · g2 bílý pěšec · h2 bílý pěšec · a1 bílý věž · c1 bílý střelec · d1 bílý dáma · f1 bílý věž · g1 bílý král | a8 černý věž · c8 černý střelec · d8 černý dáma · e8 černý král · h8 černý věž · a7 černý pěšec · b7 černý pěšec · c7 černý pěšec · d7 černý jezdec · e7 černý střelec · f7 bílý střelec · g7 černý pěšec · h7 černý pěšec · d6 černý pěšec · f6 černý jezdec · e5 černý pěšec · e4 bílý pěšec · c3 bílý jezdec · f3 bílý jezdec · a2 bílý pěšec · b2 bílý pěšec · c2 bílý pěšec · d2 bílý pěšec · f2 bílý pěšec · g2 bílý pěšec · h2 bílý pěšec · a1 bílý věž · c1 bílý střelec · d1 bílý dáma · f1 bílý věž · g1 bílý král | a8 černý věž · c8 černý střelec · d8 černý dáma · e8 černý král · h8 černý věž · a7 černý pěšec · b7 černý pěšec · c7 černý pěšec · d7 černý jezdec · e7 černý střelec · f7 bílý střelec · g7 černý pěšec · h7 černý pěšec · d6 černý pěšec · f6 černý jezdec · e5 černý pěšec · e4 bílý pěšec · c3 bílý jezdec · f3 bílý jezdec · a2 bílý pěšec · b2 bílý pěšec · c2 bílý pěšec · d2 bílý pěšec · f2 bílý pěšec · g2 bílý pěšec · h2 bílý pěšec · a1 bílý věž · c1 bílý střelec · d1 bílý dáma · f1 bílý věž · g1 bílý král | a8 černý věž · c8 černý střelec · d8 černý dáma · e8 černý král · h8 černý věž · a7 černý pěšec · b7 černý pěšec · c7 černý pěšec · d7 černý jezdec · e7 černý střelec · f7 bílý střelec · g7 černý pěšec · h7 černý pěšec · d6 černý pěšec · f6 černý jezdec · e5 černý pěšec · e4 bílý pěšec · c3 bílý jezdec · f3 bílý jezdec · a2 bílý pěšec · b2 bílý pěšec · c2 bílý pěšec · d2 bílý pěšec · f2 bílý pěšec · g2 bílý pěšec · h2 bílý pěšec · a1 bílý věž · c1 bílý střelec · d1 bílý dáma · f1 bílý věž · g1 bílý král | a8 černý věž · c8 černý střelec · d8 černý dáma · e8 černý král · h8 černý věž · a7 černý pěšec · b7 černý pěšec · c7 černý pěšec · d7 černý jezdec · e7 černý střelec · f7 bílý střelec · g7 černý pěšec · h7 černý pěšec · d6 černý pěšec · f6 černý jezdec · e5 černý pěšec · e4 bílý pěšec · c3 bílý jezdec · f3 bílý jezdec · a2 bílý pěšec · b2 bílý pěšec · c2 bílý pěšec · d2 bílý pěšec · f2 bílý pěšec · g2 bílý pěšec · h2 bílý pěšec · a1 bílý věž · c1 bílý střelec · d1 bílý dáma · f1 bílý věž · g1 bílý král | a8 černý věž · c8 černý střelec · d8 černý dáma · e8 černý král · h8 černý věž · a7 černý pěšec · b7 černý pěšec · c7 černý pěšec · d7 černý jezdec · e7 černý střelec · f7 bílý střelec · g7 černý pěšec · h7 černý pěšec · d6 černý pěšec · f6 černý jezdec · e5 černý pěšec · e4 bílý pěšec · c3 bílý jezdec · f3 bílý jezdec · a2 bílý pěšec · b2 bílý pěšec · c2 bílý pěšec · d2 bílý pěšec · f2 bílý pěšec · g2 bílý pěšec · h2 bílý pěšec · a1 bílý věž · c1 bílý střelec · d1 bílý dáma · f1 bílý věž · g1 bílý král | a8 černý věž · c8 černý střelec · d8 černý dáma · e8 černý král · h8 černý věž · a7 černý pěšec · b7 černý pěšec · c7 černý pěšec · d7 černý jezdec · e7 černý střelec · f7 bílý střelec · g7 černý pěšec · h7 černý pěšec · d6 černý pěšec · f6 černý jezdec · e5 černý pěšec · e4 bílý pěšec · c3 bílý jezdec · f3 bílý jezdec · a2 bílý pěšec · b2 bílý pěšec · c2 bílý pěšec · d2 bílý pěšec · f2 bílý pěšec · g2 bílý pěšec · h2 bílý pěšec · a1 bílý věž · c1 bílý střelec · d1 bílý dáma · f1 bílý věž · g1 bílý král | a8 černý věž · c8 černý střelec · d8 černý dáma · e8 černý král · h8 černý věž · a7 černý pěšec · b7 černý pěšec · c7 černý pěšec · d7 černý jezdec · e7 černý střelec · f7 bílý střelec · g7 černý pěšec · h7 černý pěšec · d6 černý pěšec · f6 černý jezdec · e5 černý pěšec · e4 bílý pěšec · c3 bílý jezdec · f3 bílý jezdec · a2 bílý pěšec · b2 bílý pěšec · c2 bílý pěšec · d2 bílý pěšec · f2 bílý pěšec · g2 bílý pěšec · h2 bílý pěšec · a1 bílý věž · c1 bílý střelec · d1 bílý dáma · f1 bílý věž · g1 bílý král | 5 |
| 4 | a8 černý věž · c8 černý střelec · d8 černý dáma · e8 černý král · h8 černý věž · a7 černý pěšec · b7 černý pěšec · c7 černý pěšec · d7 černý jezdec · e7 černý střelec · f7 bílý střelec · g7 černý pěšec · h7 černý pěšec · d6 černý pěšec · f6 černý jezdec · e5 černý pěšec · e4 bílý pěšec · c3 bílý jezdec · f3 bílý jezdec · a2 bílý pěšec · b2 bílý pěšec · c2 bílý pěšec · d2 bílý pěšec · f2 bílý pěšec · g2 bílý pěšec · h2 bílý pěšec · a1 bílý věž · c1 bílý střelec · d1 bílý dáma · f1 bílý věž · g1 bílý král | a8 černý věž · c8 černý střelec · d8 černý dáma · e8 černý král · h8 černý věž · a7 černý pěšec · b7 černý pěšec · c7 černý pěšec · d7 černý jezdec · e7 černý střelec · f7 bílý střelec · g7 černý pěšec · h7 černý pěšec · d6 černý pěšec · f6 černý jezdec · e5 černý pěšec · e4 bílý pěšec · c3 bílý jezdec · f3 bílý jezdec · a2 bílý pěšec · b2 bílý pěšec · c2 bílý pěšec · d2 bílý pěšec · f2 bílý pěšec · g2 bílý pěšec · h2 bílý pěšec · a1 bílý věž · c1 bílý střelec · d1 bílý dáma · f1 bílý věž · g1 bílý král | a8 černý věž · c8 černý střelec · d8 černý dáma · e8 černý král · h8 černý věž · a7 černý pěšec · b7 černý pěšec · c7 černý pěšec · d7 černý jezdec · e7 černý střelec · f7 bílý střelec · g7 černý pěšec · h7 černý pěšec · d6 černý pěšec · f6 černý jezdec · e5 černý pěšec · e4 bílý pěšec · c3 bílý jezdec · f3 bílý jezdec · a2 bílý pěšec · b2 bílý pěšec · c2 bílý pěšec · d2 bílý pěšec · f2 bílý pěšec · g2 bílý pěšec · h2 bílý pěšec · a1 bílý věž · c1 bílý střelec · d1 bílý dáma · f1 bílý věž · g1 bílý král | a8 černý věž · c8 černý střelec · d8 černý dáma · e8 černý král · h8 černý věž · a7 černý pěšec · b7 černý pěšec · c7 černý pěšec · d7 černý jezdec · e7 černý střelec · f7 bílý střelec · g7 černý pěšec · h7 černý pěšec · d6 černý pěšec · f6 černý jezdec · e5 černý pěšec · e4 bílý pěšec · c3 bílý jezdec · f3 bílý jezdec · a2 bílý pěšec · b2 bílý pěšec · c2 bílý pěšec · d2 bílý pěšec · f2 bílý pěšec · g2 bílý pěšec · h2 bílý pěšec · a1 bílý věž · c1 bílý střelec · d1 bílý dáma · f1 bílý věž · g1 bílý král | a8 černý věž · c8 černý střelec · d8 černý dáma · e8 černý král · h8 černý věž · a7 černý pěšec · b7 černý pěšec · c7 černý pěšec · d7 černý jezdec · e7 černý střelec · f7 bílý střelec · g7 černý pěšec · h7 černý pěšec · d6 černý pěšec · f6 černý jezdec · e5 černý pěšec · e4 bílý pěšec · c3 bílý jezdec · f3 bílý jezdec · a2 bílý pěšec · b2 bílý pěšec · c2 bílý pěšec · d2 bílý pěšec · f2 bílý pěšec · g2 bílý pěšec · h2 bílý pěšec · a1 bílý věž · c1 bílý střelec · d1 bílý dáma · f1 bílý věž · g1 bílý král | a8 černý věž · c8 černý střelec · d8 černý dáma · e8 černý král · h8 černý věž · a7 černý pěšec · b7 černý pěšec · c7 černý pěšec · d7 černý jezdec · e7 černý střelec · f7 bílý střelec · g7 černý pěšec · h7 černý pěšec · d6 černý pěšec · f6 černý jezdec · e5 černý pěšec · e4 bílý pěšec · c3 bílý jezdec · f3 bílý jezdec · a2 bílý pěšec · b2 bílý pěšec · c2 bílý pěšec · d2 bílý pěšec · f2 bílý pěšec · g2 bílý pěšec · h2 bílý pěšec · a1 bílý věž · c1 bílý střelec · d1 bílý dáma · f1 bílý věž · g1 bílý král | a8 černý věž · c8 černý střelec · d8 černý dáma · e8 černý král · h8 černý věž · a7 černý pěšec · b7 černý pěšec · c7 černý pěšec · d7 černý jezdec · e7 černý střelec · f7 bílý střelec · g7 černý pěšec · h7 černý pěšec · d6 černý pěšec · f6 černý jezdec · e5 černý pěšec · e4 bílý pěšec · c3 bílý jezdec · f3 bílý jezdec · a2 bílý pěšec · b2 bílý pěšec · c2 bílý pěšec · d2 bílý pěšec · f2 bílý pěšec · g2 bílý pěšec · h2 bílý pěšec · a1 bílý věž · c1 bílý střelec · d1 bílý dáma · f1 bílý věž · g1 bílý král | a8 černý věž · c8 černý střelec · d8 černý dáma · e8 černý král · h8 černý věž · a7 černý pěšec · b7 černý pěšec · c7 černý pěšec · d7 černý jezdec · e7 černý střelec · f7 bílý střelec · g7 černý pěšec · h7 černý pěšec · d6 černý pěšec · f6 černý jezdec · e5 černý pěšec · e4 bílý pěšec · c3 bílý jezdec · f3 bílý jezdec · a2 bílý pěšec · b2 bílý pěšec · c2 bílý pěšec · d2 bílý pěšec · f2 bílý pěšec · g2 bílý pěšec · h2 bílý pěšec · a1 bílý věž · c1 bílý střelec · d1 bílý dáma · f1 bílý věž · g1 bílý král | 4 |
| 3 | a8 černý věž · c8 černý střelec · d8 černý dáma · e8 černý král · h8 černý věž · a7 černý pěšec · b7 černý pěšec · c7 černý pěšec · d7 černý jezdec · e7 černý střelec · f7 bílý střelec · g7 černý pěšec · h7 černý pěšec · d6 černý pěšec · f6 černý jezdec · e5 černý pěšec · e4 bílý pěšec · c3 bílý jezdec · f3 bílý jezdec · a2 bílý pěšec · b2 bílý pěšec · c2 bílý pěšec · d2 bílý pěšec · f2 bílý pěšec · g2 bílý pěšec · h2 bílý pěšec · a1 bílý věž · c1 bílý střelec · d1 bílý dáma · f1 bílý věž · g1 bílý král | a8 černý věž · c8 černý střelec · d8 černý dáma · e8 černý král · h8 černý věž · a7 černý pěšec · b7 černý pěšec · c7 černý pěšec · d7 černý jezdec · e7 černý střelec · f7 bílý střelec · g7 černý pěšec · h7 černý pěšec · d6 černý pěšec · f6 černý jezdec · e5 černý pěšec · e4 bílý pěšec · c3 bílý jezdec · f3 bílý jezdec · a2 bílý pěšec · b2 bílý pěšec · c2 bílý pěšec · d2 bílý pěšec · f2 bílý pěšec · g2 bílý pěšec · h2 bílý pěšec · a1 bílý věž · c1 bílý střelec · d1 bílý dáma · f1 bílý věž · g1 bílý král | a8 černý věž · c8 černý střelec · d8 černý dáma · e8 černý král · h8 černý věž · a7 černý pěšec · b7 černý pěšec · c7 černý pěšec · d7 černý jezdec · e7 černý střelec · f7 bílý střelec · g7 černý pěšec · h7 černý pěšec · d6 černý pěšec · f6 černý jezdec · e5 černý pěšec · e4 bílý pěšec · c3 bílý jezdec · f3 bílý jezdec · a2 bílý pěšec · b2 bílý pěšec · c2 bílý pěšec · d2 bílý pěšec · f2 bílý pěšec · g2 bílý pěšec · h2 bílý pěšec · a1 bílý věž · c1 bílý střelec · d1 bílý dáma · f1 bílý věž · g1 bílý král | a8 černý věž · c8 černý střelec · d8 černý dáma · e8 černý král · h8 černý věž · a7 černý pěšec · b7 černý pěšec · c7 černý pěšec · d7 černý jezdec · e7 černý střelec · f7 bílý střelec · g7 černý pěšec · h7 černý pěšec · d6 černý pěšec · f6 černý jezdec · e5 černý pěšec · e4 bílý pěšec · c3 bílý jezdec · f3 bílý jezdec · a2 bílý pěšec · b2 bílý pěšec · c2 bílý pěšec · d2 bílý pěšec · f2 bílý pěšec · g2 bílý pěšec · h2 bílý pěšec · a1 bílý věž · c1 bílý střelec · d1 bílý dáma · f1 bílý věž · g1 bílý král | a8 černý věž · c8 černý střelec · d8 černý dáma · e8 černý král · h8 černý věž · a7 černý pěšec · b7 černý pěšec · c7 černý pěšec · d7 černý jezdec · e7 černý střelec · f7 bílý střelec · g7 černý pěšec · h7 černý pěšec · d6 černý pěšec · f6 černý jezdec · e5 černý pěšec · e4 bílý pěšec · c3 bílý jezdec · f3 bílý jezdec · a2 bílý pěšec · b2 bílý pěšec · c2 bílý pěšec · d2 bílý pěšec · f2 bílý pěšec · g2 bílý pěšec · h2 bílý pěšec · a1 bílý věž · c1 bílý střelec · d1 bílý dáma · f1 bílý věž · g1 bílý král | a8 černý věž · c8 černý střelec · d8 černý dáma · e8 černý král · h8 černý věž · a7 černý pěšec · b7 černý pěšec · c7 černý pěšec · d7 černý jezdec · e7 černý střelec · f7 bílý střelec · g7 černý pěšec · h7 černý pěšec · d6 černý pěšec · f6 černý jezdec · e5 černý pěšec · e4 bílý pěšec · c3 bílý jezdec · f3 bílý jezdec · a2 bílý pěšec · b2 bílý pěšec · c2 bílý pěšec · d2 bílý pěšec · f2 bílý pěšec · g2 bílý pěšec · h2 bílý pěšec · a1 bílý věž · c1 bílý střelec · d1 bílý dáma · f1 bílý věž · g1 bílý král | a8 černý věž · c8 černý střelec · d8 černý dáma · e8 černý král · h8 černý věž · a7 černý pěšec · b7 černý pěšec · c7 černý pěšec · d7 černý jezdec · e7 černý střelec · f7 bílý střelec · g7 černý pěšec · h7 černý pěšec · d6 černý pěšec · f6 černý jezdec · e5 černý pěšec · e4 bílý pěšec · c3 bílý jezdec · f3 bílý jezdec · a2 bílý pěšec · b2 bílý pěšec · c2 bílý pěšec · d2 bílý pěšec · f2 bílý pěšec · g2 bílý pěšec · h2 bílý pěšec · a1 bílý věž · c1 bílý střelec · d1 bílý dáma · f1 bílý věž · g1 bílý král | a8 černý věž · c8 černý střelec · d8 černý dáma · e8 černý král · h8 černý věž · a7 černý pěšec · b7 černý pěšec · c7 černý pěšec · d7 černý jezdec · e7 černý střelec · f7 bílý střelec · g7 černý pěšec · h7 černý pěšec · d6 černý pěšec · f6 černý jezdec · e5 černý pěšec · e4 bílý pěšec · c3 bílý jezdec · f3 bílý jezdec · a2 bílý pěšec · b2 bílý pěšec · c2 bílý pěšec · d2 bílý pěšec · f2 bílý pěšec · g2 bílý pěšec · h2 bílý pěšec · a1 bílý věž · c1 bílý střelec · d1 bílý dáma · f1 bílý věž · g1 bílý král | 3 |
| 2 | a8 černý věž · c8 černý střelec · d8 černý dáma · e8 černý král · h8 černý věž · a7 černý pěšec · b7 černý pěšec · c7 černý pěšec · d7 černý jezdec · e7 černý střelec · f7 bílý střelec · g7 černý pěšec · h7 černý pěšec · d6 černý pěšec · f6 černý jezdec · e5 černý pěšec · e4 bílý pěšec · c3 bílý jezdec · f3 bílý jezdec · a2 bílý pěšec · b2 bílý pěšec · c2 bílý pěšec · d2 bílý pěšec · f2 bílý pěšec · g2 bílý pěšec · h2 bílý pěšec · a1 bílý věž · c1 bílý střelec · d1 bílý dáma · f1 bílý věž · g1 bílý král | a8 černý věž · c8 černý střelec · d8 černý dáma · e8 černý král · h8 černý věž · a7 černý pěšec · b7 černý pěšec · c7 černý pěšec · d7 černý jezdec · e7 černý střelec · f7 bílý střelec · g7 černý pěšec · h7 černý pěšec · d6 černý pěšec · f6 černý jezdec · e5 černý pěšec · e4 bílý pěšec · c3 bílý jezdec · f3 bílý jezdec · a2 bílý pěšec · b2 bílý pěšec · c2 bílý pěšec · d2 bílý pěšec · f2 bílý pěšec · g2 bílý pěšec · h2 bílý pěšec · a1 bílý věž · c1 bílý střelec · d1 bílý dáma · f1 bílý věž · g1 bílý král | a8 černý věž · c8 černý střelec · d8 černý dáma · e8 černý král · h8 černý věž · a7 černý pěšec · b7 černý pěšec · c7 černý pěšec · d7 černý jezdec · e7 černý střelec · f7 bílý střelec · g7 černý pěšec · h7 černý pěšec · d6 černý pěšec · f6 černý jezdec · e5 černý pěšec · e4 bílý pěšec · c3 bílý jezdec · f3 bílý jezdec · a2 bílý pěšec · b2 bílý pěšec · c2 bílý pěšec · d2 bílý pěšec · f2 bílý pěšec · g2 bílý pěšec · h2 bílý pěšec · a1 bílý věž · c1 bílý střelec · d1 bílý dáma · f1 bílý věž · g1 bílý král | a8 černý věž · c8 černý střelec · d8 černý dáma · e8 černý král · h8 černý věž · a7 černý pěšec · b7 černý pěšec · c7 černý pěšec · d7 černý jezdec · e7 černý střelec · f7 bílý střelec · g7 černý pěšec · h7 černý pěšec · d6 černý pěšec · f6 černý jezdec · e5 černý pěšec · e4 bílý pěšec · c3 bílý jezdec · f3 bílý jezdec · a2 bílý pěšec · b2 bílý pěšec · c2 bílý pěšec · d2 bílý pěšec · f2 bílý pěšec · g2 bílý pěšec · h2 bílý pěšec · a1 bílý věž · c1 bílý střelec · d1 bílý dáma · f1 bílý věž · g1 bílý král | a8 černý věž · c8 černý střelec · d8 černý dáma · e8 černý král · h8 černý věž · a7 černý pěšec · b7 černý pěšec · c7 černý pěšec · d7 černý jezdec · e7 černý střelec · f7 bílý střelec · g7 černý pěšec · h7 černý pěšec · d6 černý pěšec · f6 černý jezdec · e5 černý pěšec · e4 bílý pěšec · c3 bílý jezdec · f3 bílý jezdec · a2 bílý pěšec · b2 bílý pěšec · c2 bílý pěšec · d2 bílý pěšec · f2 bílý pěšec · g2 bílý pěšec · h2 bílý pěšec · a1 bílý věž · c1 bílý střelec · d1 bílý dáma · f1 bílý věž · g1 bílý král | a8 černý věž · c8 černý střelec · d8 černý dáma · e8 černý král · h8 černý věž · a7 černý pěšec · b7 černý pěšec · c7 černý pěšec · d7 černý jezdec · e7 černý střelec · f7 bílý střelec · g7 černý pěšec · h7 černý pěšec · d6 černý pěšec · f6 černý jezdec · e5 černý pěšec · e4 bílý pěšec · c3 bílý jezdec · f3 bílý jezdec · a2 bílý pěšec · b2 bílý pěšec · c2 bílý pěšec · d2 bílý pěšec · f2 bílý pěšec · g2 bílý pěšec · h2 bílý pěšec · a1 bílý věž · c1 bílý střelec · d1 bílý dáma · f1 bílý věž · g1 bílý král | a8 černý věž · c8 černý střelec · d8 černý dáma · e8 černý král · h8 černý věž · a7 černý pěšec · b7 černý pěšec · c7 černý pěšec · d7 černý jezdec · e7 černý střelec · f7 bílý střelec · g7 černý pěšec · h7 černý pěšec · d6 černý pěšec · f6 černý jezdec · e5 černý pěšec · e4 bílý pěšec · c3 bílý jezdec · f3 bílý jezdec · a2 bílý pěšec · b2 bílý pěšec · c2 bílý pěšec · d2 bílý pěšec · f2 bílý pěšec · g2 bílý pěšec · h2 bílý pěšec · a1 bílý věž · c1 bílý střelec · d1 bílý dáma · f1 bílý věž · g1 bílý král | a8 černý věž · c8 černý střelec · d8 černý dáma · e8 černý král · h8 černý věž · a7 černý pěšec · b7 černý pěšec · c7 černý pěšec · d7 černý jezdec · e7 černý střelec · f7 bílý střelec · g7 černý pěšec · h7 černý pěšec · d6 černý pěšec · f6 černý jezdec · e5 černý pěšec · e4 bílý pěšec · c3 bílý jezdec · f3 bílý jezdec · a2 bílý pěšec · b2 bílý pěšec · c2 bílý pěšec · d2 bílý pěšec · f2 bílý pěšec · g2 bílý pěšec · h2 bílý pěšec · a1 bílý věž · c1 bílý střelec · d1 bílý dáma · f1 bílý věž · g1 bílý král | 2 |
| 1 | a8 černý věž · c8 černý střelec · d8 černý dáma · e8 černý král · h8 černý věž · a7 černý pěšec · b7 černý pěšec · c7 černý pěšec · d7 černý jezdec · e7 černý střelec · f7 bílý střelec · g7 černý pěšec · h7 černý pěšec · d6 černý pěšec · f6 černý jezdec · e5 černý pěšec · e4 bílý pěšec · c3 bílý jezdec · f3 bílý jezdec · a2 bílý pěšec · b2 bílý pěšec · c2 bílý pěšec · d2 bílý pěšec · f2 bílý pěšec · g2 bílý pěšec · h2 bílý pěšec · a1 bílý věž · c1 bílý střelec · d1 bílý dáma · f1 bílý věž · g1 bílý král | a8 černý věž · c8 černý střelec · d8 černý dáma · e8 černý král · h8 černý věž · a7 černý pěšec · b7 černý pěšec · c7 černý pěšec · d7 černý jezdec · e7 černý střelec · f7 bílý střelec · g7 černý pěšec · h7 černý pěšec · d6 černý pěšec · f6 černý jezdec · e5 černý pěšec · e4 bílý pěšec · c3 bílý jezdec · f3 bílý jezdec · a2 bílý pěšec · b2 bílý pěšec · c2 bílý pěšec · d2 bílý pěšec · f2 bílý pěšec · g2 bílý pěšec · h2 bílý pěšec · a1 bílý věž · c1 bílý střelec · d1 bílý dáma · f1 bílý věž · g1 bílý král | a8 černý věž · c8 černý střelec · d8 černý dáma · e8 černý král · h8 černý věž · a7 černý pěšec · b7 černý pěšec · c7 černý pěšec · d7 černý jezdec · e7 černý střelec · f7 bílý střelec · g7 černý pěšec · h7 černý pěšec · d6 černý pěšec · f6 černý jezdec · e5 černý pěšec · e4 bílý pěšec · c3 bílý jezdec · f3 bílý jezdec · a2 bílý pěšec · b2 bílý pěšec · c2 bílý pěšec · d2 bílý pěšec · f2 bílý pěšec · g2 bílý pěšec · h2 bílý pěšec · a1 bílý věž · c1 bílý střelec · d1 bílý dáma · f1 bílý věž · g1 bílý král | a8 černý věž · c8 černý střelec · d8 černý dáma · e8 černý král · h8 černý věž · a7 černý pěšec · b7 černý pěšec · c7 černý pěšec · d7 černý jezdec · e7 černý střelec · f7 bílý střelec · g7 černý pěšec · h7 černý pěšec · d6 černý pěšec · f6 černý jezdec · e5 černý pěšec · e4 bílý pěšec · c3 bílý jezdec · f3 bílý jezdec · a2 bílý pěšec · b2 bílý pěšec · c2 bílý pěšec · d2 bílý pěšec · f2 bílý pěšec · g2 bílý pěšec · h2 bílý pěšec · a1 bílý věž · c1 bílý střelec · d1 bílý dáma · f1 bílý věž · g1 bílý král | a8 černý věž · c8 černý střelec · d8 černý dáma · e8 černý král · h8 černý věž · a7 černý pěšec · b7 černý pěšec · c7 černý pěšec · d7 černý jezdec · e7 černý střelec · f7 bílý střelec · g7 černý pěšec · h7 černý pěšec · d6 černý pěšec · f6 černý jezdec · e5 černý pěšec · e4 bílý pěšec · c3 bílý jezdec · f3 bílý jezdec · a2 bílý pěšec · b2 bílý pěšec · c2 bílý pěšec · d2 bílý pěšec · f2 bílý pěšec · g2 bílý pěšec · h2 bílý pěšec · a1 bílý věž · c1 bílý střelec · d1 bílý dáma · f1 bílý věž · g1 bílý král | a8 černý věž · c8 černý střelec · d8 černý dáma · e8 černý král · h8 černý věž · a7 černý pěšec · b7 černý pěšec · c7 černý pěšec · d7 černý jezdec · e7 černý střelec · f7 bílý střelec · g7 černý pěšec · h7 černý pěšec · d6 černý pěšec · f6 černý jezdec · e5 černý pěšec · e4 bílý pěšec · c3 bílý jezdec · f3 bílý jezdec · a2 bílý pěšec · b2 bílý pěšec · c2 bílý pěšec · d2 bílý pěšec · f2 bílý pěšec · g2 bílý pěšec · h2 bílý pěšec · a1 bílý věž · c1 bílý střelec · d1 bílý dáma · f1 bílý věž · g1 bílý král | a8 černý věž · c8 černý střelec · d8 černý dáma · e8 černý král · h8 černý věž · a7 černý pěšec · b7 černý pěšec · c7 černý pěšec · d7 černý jezdec · e7 černý střelec · f7 bílý střelec · g7 černý pěšec · h7 černý pěšec · d6 černý pěšec · f6 černý jezdec · e5 černý pěšec · e4 bílý pěšec · c3 bílý jezdec · f3 bílý jezdec · a2 bílý pěšec · b2 bílý pěšec · c2 bílý pěšec · d2 bílý pěšec · f2 bílý pěšec · g2 bílý pěšec · h2 bílý pěšec · a1 bílý věž · c1 bílý střelec · d1 bílý dáma · f1 bílý věž · g1 bílý král | a8 černý věž · c8 černý střelec · d8 černý dáma · e8 černý král · h8 černý věž · a7 černý pěšec · b7 černý pěšec · c7 černý pěšec · d7 černý jezdec · e7 černý střelec · f7 bílý střelec · g7 černý pěšec · h7 černý pěšec · d6 černý pěšec · f6 černý jezdec · e5 černý pěšec · e4 bílý pěšec · c3 bílý jezdec · f3 bílý jezdec · a2 bílý pěšec · b2 bílý pěšec · c2 bílý pěšec · d2 bílý pěšec · f2 bílý pěšec · g2 bílý pěšec · h2 bílý pěšec · a1 bílý věž · c1 bílý střelec · d1 bílý dáma · f1 bílý věž · g1 bílý král | 1 |
|   | a | b | c | d | e | f | g | h |   |

Na diagramu vlevo bílý zcela nečekaně obětoval střelce na poli f7 6.Sxf7. Pokud ho černý král vezme, bude následovat 7.Jg5+, po kterém černý král nemůže jít na e8 ani f8 z důvodu ztráty dámy 8.Je6. Po ústupu na g8 následuje 8.Je6 De8 9.Jxc7, takže zůstává už jen Kg6, kde po 8.f4 rozhodně nestojí moc bezpečně.

### Přechodná oběť ihned získávající materiál
|   | a | b | c | d | e | f | g | h |   |
| 8 | c8 černý věž · e8 černý věž · g8 černý král · b7 černý pěšec · f7 černý pěšec · g7 černý střelec · h7 černý pěšec · g6 černý pěšec · a5 černý pěšec · g5 bílý střelec · a4 bílý pěšec · c4 černý dáma · d4 bílý pěšec · d3 bílý dáma · f2 bílý pěšec · g2 bílý pěšec · h2 bílý pěšec · a1 bílý věž · d1 bílý věž · g1 bílý král | c8 černý věž · e8 černý věž · g8 černý král · b7 černý pěšec · f7 černý pěšec · g7 černý střelec · h7 černý pěšec · g6 černý pěšec · a5 černý pěšec · g5 bílý střelec · a4 bílý pěšec · c4 černý dáma · d4 bílý pěšec · d3 bílý dáma · f2 bílý pěšec · g2 bílý pěšec · h2 bílý pěšec · a1 bílý věž · d1 bílý věž · g1 bílý král | c8 černý věž · e8 černý věž · g8 černý král · b7 černý pěšec · f7 černý pěšec · g7 černý střelec · h7 černý pěšec · g6 černý pěšec · a5 černý pěšec · g5 bílý střelec · a4 bílý pěšec · c4 černý dáma · d4 bílý pěšec · d3 bílý dáma · f2 bílý pěšec · g2 bílý pěšec · h2 bílý pěšec · a1 bílý věž · d1 bílý věž · g1 bílý král | c8 černý věž · e8 černý věž · g8 černý král · b7 černý pěšec · f7 černý pěšec · g7 černý střelec · h7 černý pěšec · g6 černý pěšec · a5 černý pěšec · g5 bílý střelec · a4 bílý pěšec · c4 černý dáma · d4 bílý pěšec · d3 bílý dáma · f2 bílý pěšec · g2 bílý pěšec · h2 bílý pěšec · a1 bílý věž · d1 bílý věž · g1 bílý král | c8 černý věž · e8 černý věž · g8 černý král · b7 černý pěšec · f7 černý pěšec · g7 černý střelec · h7 černý pěšec · g6 černý pěšec · a5 černý pěšec · g5 bílý střelec · a4 bílý pěšec · c4 černý dáma · d4 bílý pěšec · d3 bílý dáma · f2 bílý pěšec · g2 bílý pěšec · h2 bílý pěšec · a1 bílý věž · d1 bílý věž · g1 bílý král | c8 černý věž · e8 černý věž · g8 černý král · b7 černý pěšec · f7 černý pěšec · g7 černý střelec · h7 černý pěšec · g6 černý pěšec · a5 černý pěšec · g5 bílý střelec · a4 bílý pěšec · c4 černý dáma · d4 bílý pěšec · d3 bílý dáma · f2 bílý pěšec · g2 bílý pěšec · h2 bílý pěšec · a1 bílý věž · d1 bílý věž · g1 bílý král | c8 černý věž · e8 černý věž · g8 černý král · b7 černý pěšec · f7 černý pěšec · g7 černý střelec · h7 černý pěšec · g6 černý pěšec · a5 černý pěšec · g5 bílý střelec · a4 bílý pěšec · c4 černý dáma · d4 bílý pěšec · d3 bílý dáma · f2 bílý pěšec · g2 bílý pěšec · h2 bílý pěšec · a1 bílý věž · d1 bílý věž · g1 bílý král | c8 černý věž · e8 černý věž · g8 černý král · b7 černý pěšec · f7 černý pěšec · g7 černý střelec · h7 černý pěšec · g6 černý pěšec · a5 černý pěšec · g5 bílý střelec · a4 bílý pěšec · c4 černý dáma · d4 bílý pěšec · d3 bílý dáma · f2 bílý pěšec · g2 bílý pěšec · h2 bílý pěšec · a1 bílý věž · d1 bílý věž · g1 bílý král | 8 |
| 7 | c8 černý věž · e8 černý věž · g8 černý král · b7 černý pěšec · f7 černý pěšec · g7 černý střelec · h7 černý pěšec · g6 černý pěšec · a5 černý pěšec · g5 bílý střelec · a4 bílý pěšec · c4 černý dáma · d4 bílý pěšec · d3 bílý dáma · f2 bílý pěšec · g2 bílý pěšec · h2 bílý pěšec · a1 bílý věž · d1 bílý věž · g1 bílý král | c8 černý věž · e8 černý věž · g8 černý král · b7 černý pěšec · f7 černý pěšec · g7 černý střelec · h7 černý pěšec · g6 černý pěšec · a5 černý pěšec · g5 bílý střelec · a4 bílý pěšec · c4 černý dáma · d4 bílý pěšec · d3 bílý dáma · f2 bílý pěšec · g2 bílý pěšec · h2 bílý pěšec · a1 bílý věž · d1 bílý věž · g1 bílý král | c8 černý věž · e8 černý věž · g8 černý král · b7 černý pěšec · f7 černý pěšec · g7 černý střelec · h7 černý pěšec · g6 černý pěšec · a5 černý pěšec · g5 bílý střelec · a4 bílý pěšec · c4 černý dáma · d4 bílý pěšec · d3 bílý dáma · f2 bílý pěšec · g2 bílý pěšec · h2 bílý pěšec · a1 bílý věž · d1 bílý věž · g1 bílý král | c8 černý věž · e8 černý věž · g8 černý král · b7 černý pěšec · f7 černý pěšec · g7 černý střelec · h7 černý pěšec · g6 černý pěšec · a5 černý pěšec · g5 bílý střelec · a4 bílý pěšec · c4 černý dáma · d4 bílý pěšec · d3 bílý dáma · f2 bílý pěšec · g2 bílý pěšec · h2 bílý pěšec · a1 bílý věž · d1 bílý věž · g1 bílý král | c8 černý věž · e8 černý věž · g8 černý král · b7 černý pěšec · f7 černý pěšec · g7 černý střelec · h7 černý pěšec · g6 černý pěšec · a5 černý pěšec · g5 bílý střelec · a4 bílý pěšec · c4 černý dáma · d4 bílý pěšec · d3 bílý dáma · f2 bílý pěšec · g2 bílý pěšec · h2 bílý pěšec · a1 bílý věž · d1 bílý věž · g1 bílý král | c8 černý věž · e8 černý věž · g8 černý král · b7 černý pěšec · f7 černý pěšec · g7 černý střelec · h7 černý pěšec · g6 černý pěšec · a5 černý pěšec · g5 bílý střelec · a4 bílý pěšec · c4 černý dáma · d4 bílý pěšec · d3 bílý dáma · f2 bílý pěšec · g2 bílý pěšec · h2 bílý pěšec · a1 bílý věž · d1 bílý věž · g1 bílý král | c8 černý věž · e8 černý věž · g8 černý král · b7 černý pěšec · f7 černý pěšec · g7 černý střelec · h7 černý pěšec · g6 černý pěšec · a5 černý pěšec · g5 bílý střelec · a4 bílý pěšec · c4 černý dáma · d4 bílý pěšec · d3 bílý dáma · f2 bílý pěšec · g2 bílý pěšec · h2 bílý pěšec · a1 bílý věž · d1 bílý věž · g1 bílý král | c8 černý věž · e8 černý věž · g8 černý král · b7 černý pěšec · f7 černý pěšec · g7 černý střelec · h7 černý pěšec · g6 černý pěšec · a5 černý pěšec · g5 bílý střelec · a4 bílý pěšec · c4 černý dáma · d4 bílý pěšec · d3 bílý dáma · f2 bílý pěšec · g2 bílý pěšec · h2 bílý pěšec · a1 bílý věž · d1 bílý věž · g1 bílý král | 7 |
| 6 | c8 černý věž · e8 černý věž · g8 černý král · b7 černý pěšec · f7 černý pěšec · g7 černý střelec · h7 černý pěšec · g6 černý pěšec · a5 černý pěšec · g5 bílý střelec · a4 bílý pěšec · c4 černý dáma · d4 bílý pěšec · d3 bílý dáma · f2 bílý pěšec · g2 bílý pěšec · h2 bílý pěšec · a1 bílý věž · d1 bílý věž · g1 bílý král | c8 černý věž · e8 černý věž · g8 černý král · b7 černý pěšec · f7 černý pěšec · g7 černý střelec · h7 černý pěšec · g6 černý pěšec · a5 černý pěšec · g5 bílý střelec · a4 bílý pěšec · c4 černý dáma · d4 bílý pěšec · d3 bílý dáma · f2 bílý pěšec · g2 bílý pěšec · h2 bílý pěšec · a1 bílý věž · d1 bílý věž · g1 bílý král | c8 černý věž · e8 černý věž · g8 černý král · b7 černý pěšec · f7 černý pěšec · g7 černý střelec · h7 černý pěšec · g6 černý pěšec · a5 černý pěšec · g5 bílý střelec · a4 bílý pěšec · c4 černý dáma · d4 bílý pěšec · d3 bílý dáma · f2 bílý pěšec · g2 bílý pěšec · h2 bílý pěšec · a1 bílý věž · d1 bílý věž · g1 bílý král | c8 černý věž · e8 černý věž · g8 černý král · b7 černý pěšec · f7 černý pěšec · g7 černý střelec · h7 černý pěšec · g6 černý pěšec · a5 černý pěšec · g5 bílý střelec · a4 bílý pěšec · c4 černý dáma · d4 bílý pěšec · d3 bílý dáma · f2 bílý pěšec · g2 bílý pěšec · h2 bílý pěšec · a1 bílý věž · d1 bílý věž · g1 bílý král | c8 černý věž · e8 černý věž · g8 černý král · b7 černý pěšec · f7 černý pěšec · g7 černý střelec · h7 černý pěšec · g6 černý pěšec · a5 černý pěšec · g5 bílý střelec · a4 bílý pěšec · c4 černý dáma · d4 bílý pěšec · d3 bílý dáma · f2 bílý pěšec · g2 bílý pěšec · h2 bílý pěšec · a1 bílý věž · d1 bílý věž · g1 bílý král | c8 černý věž · e8 černý věž · g8 černý král · b7 černý pěšec · f7 černý pěšec · g7 černý střelec · h7 černý pěšec · g6 černý pěšec · a5 černý pěšec · g5 bílý střelec · a4 bílý pěšec · c4 černý dáma · d4 bílý pěšec · d3 bílý dáma · f2 bílý pěšec · g2 bílý pěšec · h2 bílý pěšec · a1 bílý věž · d1 bílý věž · g1 bílý král | c8 černý věž · e8 černý věž · g8 černý král · b7 černý pěšec · f7 černý pěšec · g7 černý střelec · h7 černý pěšec · g6 černý pěšec · a5 černý pěšec · g5 bílý střelec · a4 bílý pěšec · c4 černý dáma · d4 bílý pěšec · d3 bílý dáma · f2 bílý pěšec · g2 bílý pěšec · h2 bílý pěšec · a1 bílý věž · d1 bílý věž · g1 bílý král | c8 černý věž · e8 černý věž · g8 černý král · b7 černý pěšec · f7 černý pěšec · g7 černý střelec · h7 černý pěšec · g6 černý pěšec · a5 černý pěšec · g5 bílý střelec · a4 bílý pěšec · c4 černý dáma · d4 bílý pěšec · d3 bílý dáma · f2 bílý pěšec · g2 bílý pěšec · h2 bílý pěšec · a1 bílý věž · d1 bílý věž · g1 bílý král | 6 |
| 5 | c8 černý věž · e8 černý věž · g8 černý král · b7 černý pěšec · f7 černý pěšec · g7 černý střelec · h7 černý pěšec · g6 černý pěšec · a5 černý pěšec · g5 bílý střelec · a4 bílý pěšec · c4 černý dáma · d4 bílý pěšec · d3 bílý dáma · f2 bílý pěšec · g2 bílý pěšec · h2 bílý pěšec · a1 bílý věž · d1 bílý věž · g1 bílý král | c8 černý věž · e8 černý věž · g8 černý král · b7 černý pěšec · f7 černý pěšec · g7 černý střelec · h7 černý pěšec · g6 černý pěšec · a5 černý pěšec · g5 bílý střelec · a4 bílý pěšec · c4 černý dáma · d4 bílý pěšec · d3 bílý dáma · f2 bílý pěšec · g2 bílý pěšec · h2 bílý pěšec · a1 bílý věž · d1 bílý věž · g1 bílý král | c8 černý věž · e8 černý věž · g8 černý král · b7 černý pěšec · f7 černý pěšec · g7 černý střelec · h7 černý pěšec · g6 černý pěšec · a5 černý pěšec · g5 bílý střelec · a4 bílý pěšec · c4 černý dáma · d4 bílý pěšec · d3 bílý dáma · f2 bílý pěšec · g2 bílý pěšec · h2 bílý pěšec · a1 bílý věž · d1 bílý věž · g1 bílý král | c8 černý věž · e8 černý věž · g8 černý král · b7 černý pěšec · f7 černý pěšec · g7 černý střelec · h7 černý pěšec · g6 černý pěšec · a5 černý pěšec · g5 bílý střelec · a4 bílý pěšec · c4 černý dáma · d4 bílý pěšec · d3 bílý dáma · f2 bílý pěšec · g2 bílý pěšec · h2 bílý pěšec · a1 bílý věž · d1 bílý věž · g1 bílý král | c8 černý věž · e8 černý věž · g8 černý král · b7 černý pěšec · f7 černý pěšec · g7 černý střelec · h7 černý pěšec · g6 černý pěšec · a5 černý pěšec · g5 bílý střelec · a4 bílý pěšec · c4 černý dáma · d4 bílý pěšec · d3 bílý dáma · f2 bílý pěšec · g2 bílý pěšec · h2 bílý pěšec · a1 bílý věž · d1 bílý věž · g1 bílý král | c8 černý věž · e8 černý věž · g8 černý král · b7 černý pěšec · f7 černý pěšec · g7 černý střelec · h7 černý pěšec · g6 černý pěšec · a5 černý pěšec · g5 bílý střelec · a4 bílý pěšec · c4 černý dáma · d4 bílý pěšec · d3 bílý dáma · f2 bílý pěšec · g2 bílý pěšec · h2 bílý pěšec · a1 bílý věž · d1 bílý věž · g1 bílý král | c8 černý věž · e8 černý věž · g8 černý král · b7 černý pěšec · f7 černý pěšec · g7 černý střelec · h7 černý pěšec · g6 černý pěšec · a5 černý pěšec · g5 bílý střelec · a4 bílý pěšec · c4 černý dáma · d4 bílý pěšec · d3 bílý dáma · f2 bílý pěšec · g2 bílý pěšec · h2 bílý pěšec · a1 bílý věž · d1 bílý věž · g1 bílý král | c8 černý věž · e8 černý věž · g8 černý král · b7 černý pěšec · f7 černý pěšec · g7 černý střelec · h7 černý pěšec · g6 černý pěšec · a5 černý pěšec · g5 bílý střelec · a4 bílý pěšec · c4 černý dáma · d4 bílý pěšec · d3 bílý dáma · f2 bílý pěšec · g2 bílý pěšec · h2 bílý pěšec · a1 bílý věž · d1 bílý věž · g1 bílý král | 5 |
| 4 | c8 černý věž · e8 černý věž · g8 černý král · b7 černý pěšec · f7 černý pěšec · g7 černý střelec · h7 černý pěšec · g6 černý pěšec · a5 černý pěšec · g5 bílý střelec · a4 bílý pěšec · c4 černý dáma · d4 bílý pěšec · d3 bílý dáma · f2 bílý pěšec · g2 bílý pěšec · h2 bílý pěšec · a1 bílý věž · d1 bílý věž · g1 bílý král | c8 černý věž · e8 černý věž · g8 černý král · b7 černý pěšec · f7 černý pěšec · g7 černý střelec · h7 černý pěšec · g6 černý pěšec · a5 černý pěšec · g5 bílý střelec · a4 bílý pěšec · c4 černý dáma · d4 bílý pěšec · d3 bílý dáma · f2 bílý pěšec · g2 bílý pěšec · h2 bílý pěšec · a1 bílý věž · d1 bílý věž · g1 bílý král | c8 černý věž · e8 černý věž · g8 černý král · b7 černý pěšec · f7 černý pěšec · g7 černý střelec · h7 černý pěšec · g6 černý pěšec · a5 černý pěšec · g5 bílý střelec · a4 bílý pěšec · c4 černý dáma · d4 bílý pěšec · d3 bílý dáma · f2 bílý pěšec · g2 bílý pěšec · h2 bílý pěšec · a1 bílý věž · d1 bílý věž · g1 bílý král | c8 černý věž · e8 černý věž · g8 černý král · b7 černý pěšec · f7 černý pěšec · g7 černý střelec · h7 černý pěšec · g6 černý pěšec · a5 černý pěšec · g5 bílý střelec · a4 bílý pěšec · c4 černý dáma · d4 bílý pěšec · d3 bílý dáma · f2 bílý pěšec · g2 bílý pěšec · h2 bílý pěšec · a1 bílý věž · d1 bílý věž · g1 bílý král | c8 černý věž · e8 černý věž · g8 černý král · b7 černý pěšec · f7 černý pěšec · g7 černý střelec · h7 černý pěšec · g6 černý pěšec · a5 černý pěšec · g5 bílý střelec · a4 bílý pěšec · c4 černý dáma · d4 bílý pěšec · d3 bílý dáma · f2 bílý pěšec · g2 bílý pěšec · h2 bílý pěšec · a1 bílý věž · d1 bílý věž · g1 bílý král | c8 černý věž · e8 černý věž · g8 černý král · b7 černý pěšec · f7 černý pěšec · g7 černý střelec · h7 černý pěšec · g6 černý pěšec · a5 černý pěšec · g5 bílý střelec · a4 bílý pěšec · c4 černý dáma · d4 bílý pěšec · d3 bílý dáma · f2 bílý pěšec · g2 bílý pěšec · h2 bílý pěšec · a1 bílý věž · d1 bílý věž · g1 bílý král | c8 černý věž · e8 černý věž · g8 černý král · b7 černý pěšec · f7 černý pěšec · g7 černý střelec · h7 černý pěšec · g6 černý pěšec · a5 černý pěšec · g5 bílý střelec · a4 bílý pěšec · c4 černý dáma · d4 bílý pěšec · d3 bílý dáma · f2 bílý pěšec · g2 bílý pěšec · h2 bílý pěšec · a1 bílý věž · d1 bílý věž · g1 bílý král | c8 černý věž · e8 černý věž · g8 černý král · b7 černý pěšec · f7 černý pěšec · g7 černý střelec · h7 černý pěšec · g6 černý pěšec · a5 černý pěšec · g5 bílý střelec · a4 bílý pěšec · c4 černý dáma · d4 bílý pěšec · d3 bílý dáma · f2 bílý pěšec · g2 bílý pěšec · h2 bílý pěšec · a1 bílý věž · d1 bílý věž · g1 bílý král | 4 |
| 3 | c8 černý věž · e8 černý věž · g8 černý král · b7 černý pěšec · f7 černý pěšec · g7 černý střelec · h7 černý pěšec · g6 černý pěšec · a5 černý pěšec · g5 bílý střelec · a4 bílý pěšec · c4 černý dáma · d4 bílý pěšec · d3 bílý dáma · f2 bílý pěšec · g2 bílý pěšec · h2 bílý pěšec · a1 bílý věž · d1 bílý věž · g1 bílý král | c8 černý věž · e8 černý věž · g8 černý král · b7 černý pěšec · f7 černý pěšec · g7 černý střelec · h7 černý pěšec · g6 černý pěšec · a5 černý pěšec · g5 bílý střelec · a4 bílý pěšec · c4 černý dáma · d4 bílý pěšec · d3 bílý dáma · f2 bílý pěšec · g2 bílý pěšec · h2 bílý pěšec · a1 bílý věž · d1 bílý věž · g1 bílý král | c8 černý věž · e8 černý věž · g8 černý král · b7 černý pěšec · f7 černý pěšec · g7 černý střelec · h7 černý pěšec · g6 černý pěšec · a5 černý pěšec · g5 bílý střelec · a4 bílý pěšec · c4 černý dáma · d4 bílý pěšec · d3 bílý dáma · f2 bílý pěšec · g2 bílý pěšec · h2 bílý pěšec · a1 bílý věž · d1 bílý věž · g1 bílý král | c8 černý věž · e8 černý věž · g8 černý král · b7 černý pěšec · f7 černý pěšec · g7 černý střelec · h7 černý pěšec · g6 černý pěšec · a5 černý pěšec · g5 bílý střelec · a4 bílý pěšec · c4 černý dáma · d4 bílý pěšec · d3 bílý dáma · f2 bílý pěšec · g2 bílý pěšec · h2 bílý pěšec · a1 bílý věž · d1 bílý věž · g1 bílý král | c8 černý věž · e8 černý věž · g8 černý král · b7 černý pěšec · f7 černý pěšec · g7 černý střelec · h7 černý pěšec · g6 černý pěšec · a5 černý pěšec · g5 bílý střelec · a4 bílý pěšec · c4 černý dáma · d4 bílý pěšec · d3 bílý dáma · f2 bílý pěšec · g2 bílý pěšec · h2 bílý pěšec · a1 bílý věž · d1 bílý věž · g1 bílý král | c8 černý věž · e8 černý věž · g8 černý král · b7 černý pěšec · f7 černý pěšec · g7 černý střelec · h7 černý pěšec · g6 černý pěšec · a5 černý pěšec · g5 bílý střelec · a4 bílý pěšec · c4 černý dáma · d4 bílý pěšec · d3 bílý dáma · f2 bílý pěšec · g2 bílý pěšec · h2 bílý pěšec · a1 bílý věž · d1 bílý věž · g1 bílý král | c8 černý věž · e8 černý věž · g8 černý král · b7 černý pěšec · f7 černý pěšec · g7 černý střelec · h7 černý pěšec · g6 černý pěšec · a5 černý pěšec · g5 bílý střelec · a4 bílý pěšec · c4 černý dáma · d4 bílý pěšec · d3 bílý dáma · f2 bílý pěšec · g2 bílý pěšec · h2 bílý pěšec · a1 bílý věž · d1 bílý věž · g1 bílý král | c8 černý věž · e8 černý věž · g8 černý král · b7 černý pěšec · f7 černý pěšec · g7 černý střelec · h7 černý pěšec · g6 černý pěšec · a5 černý pěšec · g5 bílý střelec · a4 bílý pěšec · c4 černý dáma · d4 bílý pěšec · d3 bílý dáma · f2 bílý pěšec · g2 bílý pěšec · h2 bílý pěšec · a1 bílý věž · d1 bílý věž · g1 bílý král | 3 |
| 2 | c8 černý věž · e8 černý věž · g8 černý král · b7 černý pěšec · f7 černý pěšec · g7 černý střelec · h7 černý pěšec · g6 černý pěšec · a5 černý pěšec · g5 bílý střelec · a4 bílý pěšec · c4 černý dáma · d4 bílý pěšec · d3 bílý dáma · f2 bílý pěšec · g2 bílý pěšec · h2 bílý pěšec · a1 bílý věž · d1 bílý věž · g1 bílý král | c8 černý věž · e8 černý věž · g8 černý král · b7 černý pěšec · f7 černý pěšec · g7 černý střelec · h7 černý pěšec · g6 černý pěšec · a5 černý pěšec · g5 bílý střelec · a4 bílý pěšec · c4 černý dáma · d4 bílý pěšec · d3 bílý dáma · f2 bílý pěšec · g2 bílý pěšec · h2 bílý pěšec · a1 bílý věž · d1 bílý věž · g1 bílý král | c8 černý věž · e8 černý věž · g8 černý král · b7 černý pěšec · f7 černý pěšec · g7 černý střelec · h7 černý pěšec · g6 černý pěšec · a5 černý pěšec · g5 bílý střelec · a4 bílý pěšec · c4 černý dáma · d4 bílý pěšec · d3 bílý dáma · f2 bílý pěšec · g2 bílý pěšec · h2 bílý pěšec · a1 bílý věž · d1 bílý věž · g1 bílý král | c8 černý věž · e8 černý věž · g8 černý král · b7 černý pěšec · f7 černý pěšec · g7 černý střelec · h7 černý pěšec · g6 černý pěšec · a5 černý pěšec · g5 bílý střelec · a4 bílý pěšec · c4 černý dáma · d4 bílý pěšec · d3 bílý dáma · f2 bílý pěšec · g2 bílý pěšec · h2 bílý pěšec · a1 bílý věž · d1 bílý věž · g1 bílý král | c8 černý věž · e8 černý věž · g8 černý král · b7 černý pěšec · f7 černý pěšec · g7 černý střelec · h7 černý pěšec · g6 černý pěšec · a5 černý pěšec · g5 bílý střelec · a4 bílý pěšec · c4 černý dáma · d4 bílý pěšec · d3 bílý dáma · f2 bílý pěšec · g2 bílý pěšec · h2 bílý pěšec · a1 bílý věž · d1 bílý věž · g1 bílý král | c8 černý věž · e8 černý věž · g8 černý král · b7 černý pěšec · f7 černý pěšec · g7 černý střelec · h7 černý pěšec · g6 černý pěšec · a5 černý pěšec · g5 bílý střelec · a4 bílý pěšec · c4 černý dáma · d4 bílý pěšec · d3 bílý dáma · f2 bílý pěšec · g2 bílý pěšec · h2 bílý pěšec · a1 bílý věž · d1 bílý věž · g1 bílý král | c8 černý věž · e8 černý věž · g8 černý král · b7 černý pěšec · f7 černý pěšec · g7 černý střelec · h7 černý pěšec · g6 černý pěšec · a5 černý pěšec · g5 bílý střelec · a4 bílý pěšec · c4 černý dáma · d4 bílý pěšec · d3 bílý dáma · f2 bílý pěšec · g2 bílý pěšec · h2 bílý pěšec · a1 bílý věž · d1 bílý věž · g1 bílý král | c8 černý věž · e8 černý věž · g8 černý král · b7 černý pěšec · f7 černý pěšec · g7 černý střelec · h7 černý pěšec · g6 černý pěšec · a5 černý pěšec · g5 bílý střelec · a4 bílý pěšec · c4 černý dáma · d4 bílý pěšec · d3 bílý dáma · f2 bílý pěšec · g2 bílý pěšec · h2 bílý pěšec · a1 bílý věž · d1 bílý věž · g1 bílý král | 2 |
| 1 | c8 černý věž · e8 černý věž · g8 černý král · b7 černý pěšec · f7 černý pěšec · g7 černý střelec · h7 černý pěšec · g6 černý pěšec · a5 černý pěšec · g5 bílý střelec · a4 bílý pěšec · c4 černý dáma · d4 bílý pěšec · d3 bílý dáma · f2 bílý pěšec · g2 bílý pěšec · h2 bílý pěšec · a1 bílý věž · d1 bílý věž · g1 bílý král | c8 černý věž · e8 černý věž · g8 černý král · b7 černý pěšec · f7 černý pěšec · g7 černý střelec · h7 černý pěšec · g6 černý pěšec · a5 černý pěšec · g5 bílý střelec · a4 bílý pěšec · c4 černý dáma · d4 bílý pěšec · d3 bílý dáma · f2 bílý pěšec · g2 bílý pěšec · h2 bílý pěšec · a1 bílý věž · d1 bílý věž · g1 bílý král | c8 černý věž · e8 černý věž · g8 černý král · b7 černý pěšec · f7 černý pěšec · g7 černý střelec · h7 černý pěšec · g6 černý pěšec · a5 černý pěšec · g5 bílý střelec · a4 bílý pěšec · c4 černý dáma · d4 bílý pěšec · d3 bílý dáma · f2 bílý pěšec · g2 bílý pěšec · h2 bílý pěšec · a1 bílý věž · d1 bílý věž · g1 bílý král | c8 černý věž · e8 černý věž · g8 černý král · b7 černý pěšec · f7 černý pěšec · g7 černý střelec · h7 černý pěšec · g6 černý pěšec · a5 černý pěšec · g5 bílý střelec · a4 bílý pěšec · c4 černý dáma · d4 bílý pěšec · d3 bílý dáma · f2 bílý pěšec · g2 bílý pěšec · h2 bílý pěšec · a1 bílý věž · d1 bílý věž · g1 bílý král | c8 černý věž · e8 černý věž · g8 černý král · b7 černý pěšec · f7 černý pěšec · g7 černý střelec · h7 černý pěšec · g6 černý pěšec · a5 černý pěšec · g5 bílý střelec · a4 bílý pěšec · c4 černý dáma · d4 bílý pěšec · d3 bílý dáma · f2 bílý pěšec · g2 bílý pěšec · h2 bílý pěšec · a1 bílý věž · d1 bílý věž · g1 bílý král | c8 černý věž · e8 černý věž · g8 černý král · b7 černý pěšec · f7 černý pěšec · g7 černý střelec · h7 černý pěšec · g6 černý pěšec · a5 černý pěšec · g5 bílý střelec · a4 bílý pěšec · c4 černý dáma · d4 bílý pěšec · d3 bílý dáma · f2 bílý pěšec · g2 bílý pěšec · h2 bílý pěšec · a1 bílý věž · d1 bílý věž · g1 bílý král | c8 černý věž · e8 černý věž · g8 černý král · b7 černý pěšec · f7 černý pěšec · g7 černý střelec · h7 černý pěšec · g6 černý pěšec · a5 černý pěšec · g5 bílý střelec · a4 bílý pěšec · c4 černý dáma · d4 bílý pěšec · d3 bílý dáma · f2 bílý pěšec · g2 bílý pěšec · h2 bílý pěšec · a1 bílý věž · d1 bílý věž · g1 bílý král | c8 černý věž · e8 černý věž · g8 černý král · b7 černý pěšec · f7 černý pěšec · g7 černý střelec · h7 černý pěšec · g6 černý pěšec · a5 černý pěšec · g5 bílý střelec · a4 bílý pěšec · c4 černý dáma · d4 bílý pěšec · d3 bílý dáma · f2 bílý pěšec · g2 bílý pěšec · h2 bílý pěšec · a1 bílý věž · d1 bílý věž · g1 bílý král | 1 |
|   | a | b | c | d | e | f | g | h |   |

V pozici dvou předních světových velmistrů Levona Aronjana a Pjotra Svidlera (hrána roku 2006 na Talově memoriálu v Moskvě) se vyskytla situace zachycená na diagramu vlevo. Je s podivem, že mohl arménský velmistr Levon Aronjan zahrát takovou chybu, jako byl tah 24.exd4. Na ten okamžitě následovala odpověď Ve1+, po které se Aronjan okamžitě vzdal. Bílý musí vzít věž svoji věží z d1, jež přestává krýt dámu na d3, a tu okamžitě černý vezme.

### Oběť zachraňující před jasnou prohrou
|   | a | b | c | d | e | f | g | h |   |
| 8 | c8 bílý dáma · f7 bílý věž · g7 černý pěšec · h7 černý král · b5 černý pěšec · e5 černý pěšec · g5 černý dáma · h5 černý pěšec · b4 bílý pěšec · e4 bílý pěšec · f4 černý jezdec · h4 bílý pěšec · f3 bílý pěšec · g3 bílý pěšec · e2 černý věž · h1 bílý král | c8 bílý dáma · f7 bílý věž · g7 černý pěšec · h7 černý král · b5 černý pěšec · e5 černý pěšec · g5 černý dáma · h5 černý pěšec · b4 bílý pěšec · e4 bílý pěšec · f4 černý jezdec · h4 bílý pěšec · f3 bílý pěšec · g3 bílý pěšec · e2 černý věž · h1 bílý král | c8 bílý dáma · f7 bílý věž · g7 černý pěšec · h7 černý král · b5 černý pěšec · e5 černý pěšec · g5 černý dáma · h5 černý pěšec · b4 bílý pěšec · e4 bílý pěšec · f4 černý jezdec · h4 bílý pěšec · f3 bílý pěšec · g3 bílý pěšec · e2 černý věž · h1 bílý král | c8 bílý dáma · f7 bílý věž · g7 černý pěšec · h7 černý král · b5 černý pěšec · e5 černý pěšec · g5 černý dáma · h5 černý pěšec · b4 bílý pěšec · e4 bílý pěšec · f4 černý jezdec · h4 bílý pěšec · f3 bílý pěšec · g3 bílý pěšec · e2 černý věž · h1 bílý král | c8 bílý dáma · f7 bílý věž · g7 černý pěšec · h7 černý král · b5 černý pěšec · e5 černý pěšec · g5 černý dáma · h5 černý pěšec · b4 bílý pěšec · e4 bílý pěšec · f4 černý jezdec · h4 bílý pěšec · f3 bílý pěšec · g3 bílý pěšec · e2 černý věž · h1 bílý král | c8 bílý dáma · f7 bílý věž · g7 černý pěšec · h7 černý král · b5 černý pěšec · e5 černý pěšec · g5 černý dáma · h5 černý pěšec · b4 bílý pěšec · e4 bílý pěšec · f4 černý jezdec · h4 bílý pěšec · f3 bílý pěšec · g3 bílý pěšec · e2 černý věž · h1 bílý král | c8 bílý dáma · f7 bílý věž · g7 černý pěšec · h7 černý král · b5 černý pěšec · e5 černý pěšec · g5 černý dáma · h5 černý pěšec · b4 bílý pěšec · e4 bílý pěšec · f4 černý jezdec · h4 bílý pěšec · f3 bílý pěšec · g3 bílý pěšec · e2 černý věž · h1 bílý král | c8 bílý dáma · f7 bílý věž · g7 černý pěšec · h7 černý král · b5 černý pěšec · e5 černý pěšec · g5 černý dáma · h5 černý pěšec · b4 bílý pěšec · e4 bílý pěšec · f4 černý jezdec · h4 bílý pěšec · f3 bílý pěšec · g3 bílý pěšec · e2 černý věž · h1 bílý král | 8 |
| 7 | c8 bílý dáma · f7 bílý věž · g7 černý pěšec · h7 černý král · b5 černý pěšec · e5 černý pěšec · g5 černý dáma · h5 černý pěšec · b4 bílý pěšec · e4 bílý pěšec · f4 černý jezdec · h4 bílý pěšec · f3 bílý pěšec · g3 bílý pěšec · e2 černý věž · h1 bílý král | c8 bílý dáma · f7 bílý věž · g7 černý pěšec · h7 černý král · b5 černý pěšec · e5 černý pěšec · g5 černý dáma · h5 černý pěšec · b4 bílý pěšec · e4 bílý pěšec · f4 černý jezdec · h4 bílý pěšec · f3 bílý pěšec · g3 bílý pěšec · e2 černý věž · h1 bílý král | c8 bílý dáma · f7 bílý věž · g7 černý pěšec · h7 černý král · b5 černý pěšec · e5 černý pěšec · g5 černý dáma · h5 černý pěšec · b4 bílý pěšec · e4 bílý pěšec · f4 černý jezdec · h4 bílý pěšec · f3 bílý pěšec · g3 bílý pěšec · e2 černý věž · h1 bílý král | c8 bílý dáma · f7 bílý věž · g7 černý pěšec · h7 černý král · b5 černý pěšec · e5 černý pěšec · g5 černý dáma · h5 černý pěšec · b4 bílý pěšec · e4 bílý pěšec · f4 černý jezdec · h4 bílý pěšec · f3 bílý pěšec · g3 bílý pěšec · e2 černý věž · h1 bílý král | c8 bílý dáma · f7 bílý věž · g7 černý pěšec · h7 černý král · b5 černý pěšec · e5 černý pěšec · g5 černý dáma · h5 černý pěšec · b4 bílý pěšec · e4 bílý pěšec · f4 černý jezdec · h4 bílý pěšec · f3 bílý pěšec · g3 bílý pěšec · e2 černý věž · h1 bílý král | c8 bílý dáma · f7 bílý věž · g7 černý pěšec · h7 černý král · b5 černý pěšec · e5 černý pěšec · g5 černý dáma · h5 černý pěšec · b4 bílý pěšec · e4 bílý pěšec · f4 černý jezdec · h4 bílý pěšec · f3 bílý pěšec · g3 bílý pěšec · e2 černý věž · h1 bílý král | c8 bílý dáma · f7 bílý věž · g7 černý pěšec · h7 černý král · b5 černý pěšec · e5 černý pěšec · g5 černý dáma · h5 černý pěšec · b4 bílý pěšec · e4 bílý pěšec · f4 černý jezdec · h4 bílý pěšec · f3 bílý pěšec · g3 bílý pěšec · e2 černý věž · h1 bílý král | c8 bílý dáma · f7 bílý věž · g7 černý pěšec · h7 černý král · b5 černý pěšec · e5 černý pěšec · g5 černý dáma · h5 černý pěšec · b4 bílý pěšec · e4 bílý pěšec · f4 černý jezdec · h4 bílý pěšec · f3 bílý pěšec · g3 bílý pěšec · e2 černý věž · h1 bílý král | 7 |
| 6 | c8 bílý dáma · f7 bílý věž · g7 černý pěšec · h7 černý král · b5 černý pěšec · e5 černý pěšec · g5 černý dáma · h5 černý pěšec · b4 bílý pěšec · e4 bílý pěšec · f4 černý jezdec · h4 bílý pěšec · f3 bílý pěšec · g3 bílý pěšec · e2 černý věž · h1 bílý král | c8 bílý dáma · f7 bílý věž · g7 černý pěšec · h7 černý král · b5 černý pěšec · e5 černý pěšec · g5 černý dáma · h5 černý pěšec · b4 bílý pěšec · e4 bílý pěšec · f4 černý jezdec · h4 bílý pěšec · f3 bílý pěšec · g3 bílý pěšec · e2 černý věž · h1 bílý král | c8 bílý dáma · f7 bílý věž · g7 černý pěšec · h7 černý král · b5 černý pěšec · e5 černý pěšec · g5 černý dáma · h5 černý pěšec · b4 bílý pěšec · e4 bílý pěšec · f4 černý jezdec · h4 bílý pěšec · f3 bílý pěšec · g3 bílý pěšec · e2 černý věž · h1 bílý král | c8 bílý dáma · f7 bílý věž · g7 černý pěšec · h7 černý král · b5 černý pěšec · e5 černý pěšec · g5 černý dáma · h5 černý pěšec · b4 bílý pěšec · e4 bílý pěšec · f4 černý jezdec · h4 bílý pěšec · f3 bílý pěšec · g3 bílý pěšec · e2 černý věž · h1 bílý král | c8 bílý dáma · f7 bílý věž · g7 černý pěšec · h7 černý král · b5 černý pěšec · e5 černý pěšec · g5 černý dáma · h5 černý pěšec · b4 bílý pěšec · e4 bílý pěšec · f4 černý jezdec · h4 bílý pěšec · f3 bílý pěšec · g3 bílý pěšec · e2 černý věž · h1 bílý král | c8 bílý dáma · f7 bílý věž · g7 černý pěšec · h7 černý král · b5 černý pěšec · e5 černý pěšec · g5 černý dáma · h5 černý pěšec · b4 bílý pěšec · e4 bílý pěšec · f4 černý jezdec · h4 bílý pěšec · f3 bílý pěšec · g3 bílý pěšec · e2 černý věž · h1 bílý král | c8 bílý dáma · f7 bílý věž · g7 černý pěšec · h7 černý král · b5 černý pěšec · e5 černý pěšec · g5 černý dáma · h5 černý pěšec · b4 bílý pěšec · e4 bílý pěšec · f4 černý jezdec · h4 bílý pěšec · f3 bílý pěšec · g3 bílý pěšec · e2 černý věž · h1 bílý král | c8 bílý dáma · f7 bílý věž · g7 černý pěšec · h7 černý král · b5 černý pěšec · e5 černý pěšec · g5 černý dáma · h5 černý pěšec · b4 bílý pěšec · e4 bílý pěšec · f4 černý jezdec · h4 bílý pěšec · f3 bílý pěšec · g3 bílý pěšec · e2 černý věž · h1 bílý král | 6 |
| 5 | c8 bílý dáma · f7 bílý věž · g7 černý pěšec · h7 černý král · b5 černý pěšec · e5 černý pěšec · g5 černý dáma · h5 černý pěšec · b4 bílý pěšec · e4 bílý pěšec · f4 černý jezdec · h4 bílý pěšec · f3 bílý pěšec · g3 bílý pěšec · e2 černý věž · h1 bílý král | c8 bílý dáma · f7 bílý věž · g7 černý pěšec · h7 černý král · b5 černý pěšec · e5 černý pěšec · g5 černý dáma · h5 černý pěšec · b4 bílý pěšec · e4 bílý pěšec · f4 černý jezdec · h4 bílý pěšec · f3 bílý pěšec · g3 bílý pěšec · e2 černý věž · h1 bílý král | c8 bílý dáma · f7 bílý věž · g7 černý pěšec · h7 černý král · b5 černý pěšec · e5 černý pěšec · g5 černý dáma · h5 černý pěšec · b4 bílý pěšec · e4 bílý pěšec · f4 černý jezdec · h4 bílý pěšec · f3 bílý pěšec · g3 bílý pěšec · e2 černý věž · h1 bílý král | c8 bílý dáma · f7 bílý věž · g7 černý pěšec · h7 černý král · b5 černý pěšec · e5 černý pěšec · g5 černý dáma · h5 černý pěšec · b4 bílý pěšec · e4 bílý pěšec · f4 černý jezdec · h4 bílý pěšec · f3 bílý pěšec · g3 bílý pěšec · e2 černý věž · h1 bílý král | c8 bílý dáma · f7 bílý věž · g7 černý pěšec · h7 černý král · b5 černý pěšec · e5 černý pěšec · g5 černý dáma · h5 černý pěšec · b4 bílý pěšec · e4 bílý pěšec · f4 černý jezdec · h4 bílý pěšec · f3 bílý pěšec · g3 bílý pěšec · e2 černý věž · h1 bílý král | c8 bílý dáma · f7 bílý věž · g7 černý pěšec · h7 černý král · b5 černý pěšec · e5 černý pěšec · g5 černý dáma · h5 černý pěšec · b4 bílý pěšec · e4 bílý pěšec · f4 černý jezdec · h4 bílý pěšec · f3 bílý pěšec · g3 bílý pěšec · e2 černý věž · h1 bílý král | c8 bílý dáma · f7 bílý věž · g7 černý pěšec · h7 černý král · b5 černý pěšec · e5 černý pěšec · g5 černý dáma · h5 černý pěšec · b4 bílý pěšec · e4 bílý pěšec · f4 černý jezdec · h4 bílý pěšec · f3 bílý pěšec · g3 bílý pěšec · e2 černý věž · h1 bílý král | c8 bílý dáma · f7 bílý věž · g7 černý pěšec · h7 černý král · b5 černý pěšec · e5 černý pěšec · g5 černý dáma · h5 černý pěšec · b4 bílý pěšec · e4 bílý pěšec · f4 černý jezdec · h4 bílý pěšec · f3 bílý pěšec · g3 bílý pěšec · e2 černý věž · h1 bílý král | 5 |
| 4 | c8 bílý dáma · f7 bílý věž · g7 černý pěšec · h7 černý král · b5 černý pěšec · e5 černý pěšec · g5 černý dáma · h5 černý pěšec · b4 bílý pěšec · e4 bílý pěšec · f4 černý jezdec · h4 bílý pěšec · f3 bílý pěšec · g3 bílý pěšec · e2 černý věž · h1 bílý král | c8 bílý dáma · f7 bílý věž · g7 černý pěšec · h7 černý král · b5 černý pěšec · e5 černý pěšec · g5 černý dáma · h5 černý pěšec · b4 bílý pěšec · e4 bílý pěšec · f4 černý jezdec · h4 bílý pěšec · f3 bílý pěšec · g3 bílý pěšec · e2 černý věž · h1 bílý král | c8 bílý dáma · f7 bílý věž · g7 černý pěšec · h7 černý král · b5 černý pěšec · e5 černý pěšec · g5 černý dáma · h5 černý pěšec · b4 bílý pěšec · e4 bílý pěšec · f4 černý jezdec · h4 bílý pěšec · f3 bílý pěšec · g3 bílý pěšec · e2 černý věž · h1 bílý král | c8 bílý dáma · f7 bílý věž · g7 černý pěšec · h7 černý král · b5 černý pěšec · e5 černý pěšec · g5 černý dáma · h5 černý pěšec · b4 bílý pěšec · e4 bílý pěšec · f4 černý jezdec · h4 bílý pěšec · f3 bílý pěšec · g3 bílý pěšec · e2 černý věž · h1 bílý král | c8 bílý dáma · f7 bílý věž · g7 černý pěšec · h7 černý král · b5 černý pěšec · e5 černý pěšec · g5 černý dáma · h5 černý pěšec · b4 bílý pěšec · e4 bílý pěšec · f4 černý jezdec · h4 bílý pěšec · f3 bílý pěšec · g3 bílý pěšec · e2 černý věž · h1 bílý král | c8 bílý dáma · f7 bílý věž · g7 černý pěšec · h7 černý král · b5 černý pěšec · e5 černý pěšec · g5 černý dáma · h5 černý pěšec · b4 bílý pěšec · e4 bílý pěšec · f4 černý jezdec · h4 bílý pěšec · f3 bílý pěšec · g3 bílý pěšec · e2 černý věž · h1 bílý král | c8 bílý dáma · f7 bílý věž · g7 černý pěšec · h7 černý král · b5 černý pěšec · e5 černý pěšec · g5 černý dáma · h5 černý pěšec · b4 bílý pěšec · e4 bílý pěšec · f4 černý jezdec · h4 bílý pěšec · f3 bílý pěšec · g3 bílý pěšec · e2 černý věž · h1 bílý král | c8 bílý dáma · f7 bílý věž · g7 černý pěšec · h7 černý král · b5 černý pěšec · e5 černý pěšec · g5 černý dáma · h5 černý pěšec · b4 bílý pěšec · e4 bílý pěšec · f4 černý jezdec · h4 bílý pěšec · f3 bílý pěšec · g3 bílý pěšec · e2 černý věž · h1 bílý král | 4 |
| 3 | c8 bílý dáma · f7 bílý věž · g7 černý pěšec · h7 černý král · b5 černý pěšec · e5 černý pěšec · g5 černý dáma · h5 černý pěšec · b4 bílý pěšec · e4 bílý pěšec · f4 černý jezdec · h4 bílý pěšec · f3 bílý pěšec · g3 bílý pěšec · e2 černý věž · h1 bílý král | c8 bílý dáma · f7 bílý věž · g7 černý pěšec · h7 černý král · b5 černý pěšec · e5 černý pěšec · g5 černý dáma · h5 černý pěšec · b4 bílý pěšec · e4 bílý pěšec · f4 černý jezdec · h4 bílý pěšec · f3 bílý pěšec · g3 bílý pěšec · e2 černý věž · h1 bílý král | c8 bílý dáma · f7 bílý věž · g7 černý pěšec · h7 černý král · b5 černý pěšec · e5 černý pěšec · g5 černý dáma · h5 černý pěšec · b4 bílý pěšec · e4 bílý pěšec · f4 černý jezdec · h4 bílý pěšec · f3 bílý pěšec · g3 bílý pěšec · e2 černý věž · h1 bílý král | c8 bílý dáma · f7 bílý věž · g7 černý pěšec · h7 černý král · b5 černý pěšec · e5 černý pěšec · g5 černý dáma · h5 černý pěšec · b4 bílý pěšec · e4 bílý pěšec · f4 černý jezdec · h4 bílý pěšec · f3 bílý pěšec · g3 bílý pěšec · e2 černý věž · h1 bílý král | c8 bílý dáma · f7 bílý věž · g7 černý pěšec · h7 černý král · b5 černý pěšec · e5 černý pěšec · g5 černý dáma · h5 černý pěšec · b4 bílý pěšec · e4 bílý pěšec · f4 černý jezdec · h4 bílý pěšec · f3 bílý pěšec · g3 bílý pěšec · e2 černý věž · h1 bílý král | c8 bílý dáma · f7 bílý věž · g7 černý pěšec · h7 černý král · b5 černý pěšec · e5 černý pěšec · g5 černý dáma · h5 černý pěšec · b4 bílý pěšec · e4 bílý pěšec · f4 černý jezdec · h4 bílý pěšec · f3 bílý pěšec · g3 bílý pěšec · e2 černý věž · h1 bílý král | c8 bílý dáma · f7 bílý věž · g7 černý pěšec · h7 černý král · b5 černý pěšec · e5 černý pěšec · g5 černý dáma · h5 černý pěšec · b4 bílý pěšec · e4 bílý pěšec · f4 černý jezdec · h4 bílý pěšec · f3 bílý pěšec · g3 bílý pěšec · e2 černý věž · h1 bílý král | c8 bílý dáma · f7 bílý věž · g7 černý pěšec · h7 černý král · b5 černý pěšec · e5 černý pěšec · g5 černý dáma · h5 černý pěšec · b4 bílý pěšec · e4 bílý pěšec · f4 černý jezdec · h4 bílý pěšec · f3 bílý pěšec · g3 bílý pěšec · e2 černý věž · h1 bílý král | 3 |
| 2 | c8 bílý dáma · f7 bílý věž · g7 černý pěšec · h7 černý král · b5 černý pěšec · e5 černý pěšec · g5 černý dáma · h5 černý pěšec · b4 bílý pěšec · e4 bílý pěšec · f4 černý jezdec · h4 bílý pěšec · f3 bílý pěšec · g3 bílý pěšec · e2 černý věž · h1 bílý král | c8 bílý dáma · f7 bílý věž · g7 černý pěšec · h7 černý král · b5 černý pěšec · e5 černý pěšec · g5 černý dáma · h5 černý pěšec · b4 bílý pěšec · e4 bílý pěšec · f4 černý jezdec · h4 bílý pěšec · f3 bílý pěšec · g3 bílý pěšec · e2 černý věž · h1 bílý král | c8 bílý dáma · f7 bílý věž · g7 černý pěšec · h7 černý král · b5 černý pěšec · e5 černý pěšec · g5 černý dáma · h5 černý pěšec · b4 bílý pěšec · e4 bílý pěšec · f4 černý jezdec · h4 bílý pěšec · f3 bílý pěšec · g3 bílý pěšec · e2 černý věž · h1 bílý král | c8 bílý dáma · f7 bílý věž · g7 černý pěšec · h7 černý král · b5 černý pěšec · e5 černý pěšec · g5 černý dáma · h5 černý pěšec · b4 bílý pěšec · e4 bílý pěšec · f4 černý jezdec · h4 bílý pěšec · f3 bílý pěšec · g3 bílý pěšec · e2 černý věž · h1 bílý král | c8 bílý dáma · f7 bílý věž · g7 černý pěšec · h7 černý král · b5 černý pěšec · e5 černý pěšec · g5 černý dáma · h5 černý pěšec · b4 bílý pěšec · e4 bílý pěšec · f4 černý jezdec · h4 bílý pěšec · f3 bílý pěšec · g3 bílý pěšec · e2 černý věž · h1 bílý král | c8 bílý dáma · f7 bílý věž · g7 černý pěšec · h7 černý král · b5 černý pěšec · e5 černý pěšec · g5 černý dáma · h5 černý pěšec · b4 bílý pěšec · e4 bílý pěšec · f4 černý jezdec · h4 bílý pěšec · f3 bílý pěšec · g3 bílý pěšec · e2 černý věž · h1 bílý král | c8 bílý dáma · f7 bílý věž · g7 černý pěšec · h7 černý král · b5 černý pěšec · e5 černý pěšec · g5 černý dáma · h5 černý pěšec · b4 bílý pěšec · e4 bílý pěšec · f4 černý jezdec · h4 bílý pěšec · f3 bílý pěšec · g3 bílý pěšec · e2 černý věž · h1 bílý král | c8 bílý dáma · f7 bílý věž · g7 černý pěšec · h7 černý král · b5 černý pěšec · e5 černý pěšec · g5 černý dáma · h5 černý pěšec · b4 bílý pěšec · e4 bílý pěšec · f4 černý jezdec · h4 bílý pěšec · f3 bílý pěšec · g3 bílý pěšec · e2 černý věž · h1 bílý král | 2 |
| 1 | c8 bílý dáma · f7 bílý věž · g7 černý pěšec · h7 černý král · b5 černý pěšec · e5 černý pěšec · g5 černý dáma · h5 černý pěšec · b4 bílý pěšec · e4 bílý pěšec · f4 černý jezdec · h4 bílý pěšec · f3 bílý pěšec · g3 bílý pěšec · e2 černý věž · h1 bílý král | c8 bílý dáma · f7 bílý věž · g7 černý pěšec · h7 černý král · b5 černý pěšec · e5 černý pěšec · g5 černý dáma · h5 černý pěšec · b4 bílý pěšec · e4 bílý pěšec · f4 černý jezdec · h4 bílý pěšec · f3 bílý pěšec · g3 bílý pěšec · e2 černý věž · h1 bílý král | c8 bílý dáma · f7 bílý věž · g7 černý pěšec · h7 černý král · b5 černý pěšec · e5 černý pěšec · g5 černý dáma · h5 černý pěšec · b4 bílý pěšec · e4 bílý pěšec · f4 černý jezdec · h4 bílý pěšec · f3 bílý pěšec · g3 bílý pěšec · e2 černý věž · h1 bílý král | c8 bílý dáma · f7 bílý věž · g7 černý pěšec · h7 černý král · b5 černý pěšec · e5 černý pěšec · g5 černý dáma · h5 černý pěšec · b4 bílý pěšec · e4 bílý pěšec · f4 černý jezdec · h4 bílý pěšec · f3 bílý pěšec · g3 bílý pěšec · e2 černý věž · h1 bílý král | c8 bílý dáma · f7 bílý věž · g7 černý pěšec · h7 černý král · b5 černý pěšec · e5 černý pěšec · g5 černý dáma · h5 černý pěšec · b4 bílý pěšec · e4 bílý pěšec · f4 černý jezdec · h4 bílý pěšec · f3 bílý pěšec · g3 bílý pěšec · e2 černý věž · h1 bílý král | c8 bílý dáma · f7 bílý věž · g7 černý pěšec · h7 černý král · b5 černý pěšec · e5 černý pěšec · g5 černý dáma · h5 černý pěšec · b4 bílý pěšec · e4 bílý pěšec · f4 černý jezdec · h4 bílý pěšec · f3 bílý pěšec · g3 bílý pěšec · e2 černý věž · h1 bílý král | c8 bílý dáma · f7 bílý věž · g7 černý pěšec · h7 černý král · b5 černý pěšec · e5 černý pěšec · g5 černý dáma · h5 černý pěšec · b4 bílý pěšec · e4 bílý pěšec · f4 černý jezdec · h4 bílý pěšec · f3 bílý pěšec · g3 bílý pěšec · e2 černý věž · h1 bílý král | c8 bílý dáma · f7 bílý věž · g7 černý pěšec · h7 černý král · b5 černý pěšec · e5 černý pěšec · g5 černý dáma · h5 černý pěšec · b4 bílý pěšec · e4 bílý pěšec · f4 černý jezdec · h4 bílý pěšec · f3 bílý pěšec · g3 bílý pěšec · e2 černý věž · h1 bílý král | 1 |
|   | a | b | c | d | e | f | g | h |   |

V této partii, hrané mezi jedněmi z nejlepších hráčů své doby Larry Evansem a Samuelem Reshevskym roku 1963, Reshevsky hrající s černými figurkami, jenž již měl výhru téměř jistou, na chvíli zaváhal a dal Evansovi možnost se zachránit. Té hráč s bílými figurkami samosebou ihned využil. Černý zahrál 1…Dxg3, na což bílý odpověděl 2.Dg8; 3.Kxg8 (ostatní ústupy prohrávají); 3…Vxg7 – černý nemohl věž vzít pro pat, a pokud by začal uhýbat, věž by krále šachovala věčně. Tento obrat byl několikrát označen jako „Švindl století“ („The Swindle of the Century“).